# Danh sách chương trình Asia thập niên 2000
Dưới đây là danh sách và thông tin về các chương trình Asia được sản xuất và phát hành lần đầu trong thập niên 2000. Trong thập niên này Asia sản xuất tổng cộng 33 chương trình, từ Asia 32 (2001) đến Asia 64 (2009).

## 2009

### Asia 64
Asia 64 là chương trình đại nhạc hội thu hình trực tiếp chủ đề Dạ vũ quốc tế 4 - Thế giới mùa lễ hội, được Asia thu hình tại Long Beach Convention Center, Long Beach, California vào ngày 14 tháng 11 năm 2009 và phát hành vào cuối năm 2009. MC chương trình: Thùy Dương và Bảo Châu.
1. Đời Du Ca - Thùy Hương
2. MC Thùy Dương & Bảo Châu
3. Mùa Hoa Anh Đào - Tâm Đoan
4. MC Thùy Dương & Mạnh Đình
5. Trăng Rụng Xuống Cầu - Mạnh Đình & Mỹ Huyền
6. MC Thùy Dương & Diễm Liên
7. Casablanca - Diễm Liên
8. MC Thùy Dương & Đan Nguyên
9. Thành phố Mưa Bay - Đan Nguyên
10. MC Bảo Châu & Nguyễn Hồng Nhung
11. Dạ Khúc Serenade - Nguyễn Hồng Nhung
12. MC Thùy Dương & Quốc Khanh
13. Bailamos - Quốc Khanh
14. MC Bảo Châu & Thùy Dương
15. Người Đàn Bà Đi Nhặt Mặt Trời - Thiên Kim
16. MC Bảo Châu & Thùy Dương
17. Đời Còn Cô Đơn - Đặng Thế Luân
18. MC Bảo Châu & Trish
19. Vùng Biển Vắng - Trish
20: Video clip: Nếu Mai Đây
21. Nếu Mai Đây - Lâm Nhật Tiến
22. MC Bảo Châu & Y Phụng
23. Nếu Anh Đừng Hẹn - Y Phụng
24. MC Mỹ Huyền & Bảo Châu
25. Tình Yêu Như Mũi Tên - Nguyên Khang
26. Hài kịch: Mong Chờ - Quang Minh & Hồng Đào
27. MC Thùy Dương & Ánh Minh
28. Giấc Mơ Trong Vòng Tay - Ánh Minh
29. Video Clip: Bao Giờ Biết Tương Tư
30. Bao Giờ Biết Tương Tư - Hồ Hoàng Yến
31. MC Bảo Châu & Mai Thanh Sơn
32. Em Là Tất Cả - Mai Thanh Sơn
33. MC Thùy Dương & Y Phương
34. Dòng Sông Xanh - Y Phương
35. MC Thùy Dương, Tường Nguyên & Tường Khuê
36. Những Bước Chân Âm Thầm - Tường Nguyên & Tường Khuê
37. MC Thùy Dương & Lê Anh Quân
38. Một Lần Yêu - Lê Anh Quân
39. MC Bảo Châu & Thùy Dương
40. Xin Thời Gian Ngừng Trôi - Băng Tâm
41. MC Bảo Châu & Gia Huy
42. Anh Vẫn Không Đổi Thay (LV: Phạm Duy) - Gia Huy
43. MC Thùy Dương & Lâm Thúy Vân
44. Trái Cấm Tình Yêu - Lâm Thúy Vân
45. MC Thùy Dương & Ngọc Huyền
46. Ngưu Lang Chức Nữ - Ngọc Huyền
47. MC Thùy Dương & Đoàn Phi
48. Mambo Italiano - Đoàn Phi

### Asia 63
Asia 63 là chương trình đại nhạc hội chủ đề Ngày tân hôn - Wedding Day. Được thu hình tại Studio vào tháng 8 năm 2009 và phát hành vào ngày 30 tháng 10 năm 2009. MC chương trình: Thùy Dương và Bảo Châu. Cuốn cuối cùng có sự xuất hiện của nữ ca sĩ Như Quỳnh sau sự trở lại và cộng tác 2 năm với Trung tâm Asia. Cuốn đầu tiên của Trung tâm Asia có sự xuất hiện của nữ ca sĩ Tâm Đoan.
1. Tà Áo Cưới (Hoàng Thi Thơ) - Đặng Thế Luân
2. MC Thùy Dương, Bảo Châu & ca sĩ Tường Khuê
3. Tình Ca Hồng (Nguyễn Trung Cang) - Lâm Thúy Vân
4. MC Thùy Dương & ca sĩ Lâm Thúy Vân
5. Hai Trái Tim Vàng (Trịnh Lâm Ngân) - Ánh Minh & Quốc Khanh
6. MC Bảo Châu & Hoa hậu Alex Trần
7. Ước Hẹn (Nhạc Nhật Bản) - Như Quỳnh
8. MC Bảo Châu & ca sĩ Tâm Đoan
9. Nhà Anh Nhà Em (Anh Sơn) - Tâm Đoan & Tường Khuê
10. MC Thùy Dương & ca sĩ Nguyễn Hồng Nhung
11. Mình Ơi Em Chẳng Cho Về (Anh Bằng) - Nguyễn Hồng Nhung
12. MC Bảo Châu & ca sĩ Philip Huy
13. Yêu Em Bằng Cả Trái Tim (Nhạc nước ngoài) - Philip Huy & Thùy Hương
14. MC Thùy Dương & ca sĩ Lâm Nhật Tiến
15. Trọn Đời Anh Sống Vì Em (Trúc Hồ) - Lâm Nhật Tiến
16. MC Bảo Châu & ca sĩ Thiên Kim
17. Hãy Yêu Như Chưa Yêu Lần Nào (Lê Hựu Hà) - Thiên Kim
18. MC Thùy Dương & ca sĩ Anh Khoa
19. Ngày Hạnh Phúc (Lam Phương) - Anh Khoa & Phương Hồng Quế
20. MC Thùy Dương & ca sĩ Đặng Thế Luân
21. Tạ Tình (Hoàng Thi Thơ) - Y Phương
22. MC Thùy Dương & ca sĩ Băng Tâm
23. LK Tơ Duyên (Ngọc Sơn), Thuyền Hoa (Phạm Thế Mỹ) - Băng Tâm & Mạnh Đình & Mỹ Huyền
24. MC Thùy Dương & ca sĩ Hồ Hoàng Yến
25. Bài Tango Riêng Cho Em (Hoàng Nguyên) - Hồ Hoàng Yến
26. MC Thùy Dương & Bảo Châu
27. Mộng Dưới Hoa (Phạm Đình Chương) - Nguyên Khang
28. MC Thùy Dương & Bảo Châu
29. Hài kịch: Ngày Tân Hôn (Hùng Lâm) - Quang Minh, Hồng Đào, Jonathan, Linda
30. MC Bảo Châu & ca sĩ Diễm Liên
31. Ngày Tân Hôn (LV: Phạm Duy) - Diễm Liên
32. MC Thùy Dương & ca sĩ Trish & Mai Thanh Sơn
33. LK I Love Her, Love Forever (Nhạc nước ngoài) - Trish & Mai Thanh Sơn
34. MC Bảo Châu & ca sĩ Lê Anh Quân
35. LK Nếu Không Có Em (Trúc Hồ, Đặng Hiển), Ngày Cưới Em (Y Vũ) - Lê Anh Quân & Đan Nguyên
36. MC Thùy Dương & ca sĩ Mạnh Đình
37. Tình Yêu Ngọt Ngào (Nhạc Trung Hoa) - Doanh Doanh
38. MC Thùy Dương & ca sĩ Tường Nguyên
39. Nhẫn Cỏ Cho Em (Mạnh Quỳnh) - Tường Nguyên
40. MC Thùy Dương & ca sĩ Y Phụng
41. Thiên Đường Ái Ân (Lam Phương) - Y Phụng
42. MC Bảo Châu & ca sĩ Quốc Khanh
43. Người Tình Ơi (Trúc Hồ) - Quốc Khanh
44. MC Bảo Châu & Designer Châu Nguyên
45. Điều Gì Đó (Trúc Hồ) - Đoàn Phi.

### Asia 62
Là chương trình mang chủ đề Anh Bằng - Một đời cho âm nhạc & Kỷ niệm 30 năm Asia tổ chức vào 11 tháng 7 năm 2009 tại Long Beach Performing Art Center và phát hành DVD vào ngày 28 tháng 8 năm 2009. Dẫn chương trình là Nam Lộc, Thùy Dương và Việt Dzũng. Chương trình có sự tham dự của các nhạc sĩ Anh Bằng, Ngọc Chánh, Lê Dinh, Huỳnh Anh, Nhật Ngân. Năm ca sĩ đóng góp nhiều cho các hoạt động phát triển của Trung tâm Asia trong 30 năm qua được vinh danh là Lâm Thúy Vân, Lâm Nhật Tiến, Trish Thùy Trang, Như Quỳnh, Mạnh Đình.
1. Nỗi lòng Người Đi, Căn Nhà Ngoại Ô, Căn Gác Lưu Đày, Cõi Buồn - Lâm Nhật Tiến & Quốc Khanh & Đan Nguyên
2. MC Việt Dzũng & Special Guest: Lệ Thu
3. Mất Nhau Mùa Đông, Người Tình Sài Gòn - Thiên Kim & Philip Huy
4. Special Guests: Trúc Hồ, Sỹ Đan, Vũ Tuấn Đức & Trúc Sinh
5. Trúc Đào - Tường Nguyên & Tường Khuê
6. Video Clip: Khánh Ly Chúc Mừng
7. Tango Dĩ vãng, Tango Tím - Mỹ Huyền & Thùy Hương
8. MC Việt Dzũng & Thùy Dương; Thùy Dương trao Award cho Mạnh Định
9. Chuyện Giàn Thiên Lý, Chuyện Hoa Sim - Mạnh Đình & Đan Nguyên
10. Special Guest: Quỳnh Hương, Thụy Trinh
11. Hạnh Phúc Lang Thang, Tâm Hồn Cô Đơn - Hồ Hoàng Yến & Phạm Khải Tuấn & Minh Thông & Châu Tuấn
12. MC Nam Lộc & Special Guest: Thiên Trang
13. Huế Xưa - Như Quỳnh & Thành An
14. MC Nam Lộc & Special Guests: Huỳnh Anh, Lê Dinh, Nhật Ngân & Ngọc Chánh
15. Từ Độ Ánh Trăng Tan - Nguyên Khang & Mai Thanh Sơn
16. Special Guest: Trung Hành, Như Mai, Thúy Vy
17. Hồi Chuông Xóm Đạo - Đặng Thế Luân
18. MC Việt Dzũng & Special Guests: Doanh Doanh, Evan, Spencer & James; Evan trao Award cho Trish
19. Tình Là Sợi Tơ - Trish & Đoàn Phi
20. Special Guest: Phương Hoài Tâm, Phương Hồng Ngọc, Phương Hồng Quế & Video Clip: Tường Nhớ các Ca Nhạc Sĩ
21. Mai Tôi Đi - Nguyễn Hồng Nhung
22. MC Nam Lộc, Thùy Dương & Special Guest: Đoàn Quốc Sỹ & Nguyễn Xuân Vinh
23. Chuyện Hoa Tigôn - Băng Tâm
24. MC Nam Lộc & Special Guests: Xương Ngon Viên Leyna Nguyễn, Dân Biểu Quốc Hội Loretta Sanchez, Dân Biểu Quốc Hội Joseph Cao Quang Anh, & Dân Biểu Bằng CA. Trần Thái Vân
25. Special Guest: Jonathan, Tố Loan
26. Hài kịch: Hạnh Phúc Quanh Đây - Quang Minh, Hồng Đào
27. MC Thùy Dương & Special Guest: Thanh Trúc trao Award cho Lâm Thúy Vân
28. Anh Còn Yêu Em - Lâm Thúy Vân
29. Special Guest: Nguyễn Huy, Đỗ Tấn Khoa & Tô Uyên
30. Con Đường Việt Nam - Y Phương
31. MC Việt Dzũng, Special Guest: Thanh Thúy & Video Clip: Ngọc Minh, Mai Lệ Huyền & Ý Lan chúc mừng
32. Cho Kỷ Niệm Mùa Đông, Anh Biết Em Đi Chẳng Trở Về - Y Phụng & Tuấn Vũ
33. MC Thùy Dương, Mạnh Định & Đặng Thế Luân
34. Kỳ Diệu - Quốc Khanh & Lê Anh Quân
35. MC Nam Lộc, Thùy Dương & Video Clip: Xa Hội Thế Thảo
36. Tình Yêu Tuyệt Vời - Ánh Minh
37. MC Nam Lộc & Special Guest: Lê Uyên
38. Từ Thuở Yêu Em - Lâm Nhật Tíến; Sỹ Đan trao Award cho Lâm Nhật Tíến
39. MC Nam Lộc, Special Guest: Thanh Lan & Video Clip: Diệp Thành Thanh, Ninh Cát Loan Châu, Orchid Lâm Quỳnh & Vina Uyên Mỹ chúc mừng
40. Khóc Mẹ Đêm Mưa - Diễm Liên & Gia Huy
41. MC Nam Lộc & Thùy Dương
42. Tình Lẻ Loi - Như Quỳnh; Diệu Quyên trao Award cho Như Quỳnh
43. MC Nam Lộc, Thùy Dương & Special Guest: Duy Quang; Trúc Hồ trao Award cho Duy Quang
44. Áo dài Quê Hương - Vũ Khanh

### Asia 61
Là chương trình thứ 2 tưởng nhớ cố ca nhạc sĩ Nhật Trường - Trần Thiện Thanh mang chủ đề Bà mẹ Trị Thiên. Trực tiếp thu hình ngày 8 tháng 1 năm 2009 tại đại hí viện Long Beach và phát hành DVD vào ngày 24 tháng 4 năm 2009. Đây là chương trình thứ ba trong loạt chương trình song ca của Asia được tổ chức tại Long Beach. MC chương trình: Nam Lộc, Việt Dzũng, Thùy Dương và Bảo Châu.
1. Bà Mẹ Trị Thiên - Thanh Lan & Vũ Khanh
2. MC Nam Lộc, Việt Dzũng, Bảo Châu & Thùy Dương
3. Chuyện Hẹn hò, Ai Nói Yêu Em Đêm Nay - Nhật Trường & Phương Hồng Quế & Hồ Hoàng Yến
4. MC Nam Lộc & Bảo Châu
5. Xin Em Đừng Hỏi - Lâm Thúy Vân
6. MC Việt Dzũng & Thùy Dương
7. Anh Về Với Em, Màu Mũ Anh Màu Áo Em - Y Phụng & Trish & Spencer
8. MC Bảo Châu & Phương Hồng Quế
9. 16 Trăng Tròn - Tường Nguyên & Tường Khuê
10. MC Việt Dzũng & Thùy Dương
11. Một Đời Yêu Em - Philip Huy & Thiên Kim
12. MC Nam Lộc & Bảo Châu
13. Phút Giao Mùa - Trung Chỉnh & Ngọc Minh
14. MC Nam Lộc & Thùy Dương
15. Yêu - Thùy Hương & Đoàn Phi
16. MC Việt Dzũng & Bảo Châu
17. Hãy Trả Lời Em - Thanh Thúy
18. MC Việt Dzũng & Thùy Dương
19. Không Bao Giờ Ngăn Cách - Châu Tuấn & Bích Vân, Y Phương & Diễm Liên
20. MC Bảo Châu & Nam Lộc
21. Gặp nhau Làm Ngơ - Đặng Thế Luân & Thùy Dương
22. MC Nam Lộc & Thanh Lan
23. Trên Đỉnh Mùa Đông - Quốc Khanh & Như Quỳnh
24. MC Việt Dzũng & Nam Lộc
25. Hài kịch: Món Quà Sinh Nhật - Jonathan Phan, Jennifer, Quang Minh & Hồng Đào
26. MC Bảo Châu & Chế Linh
27. Đôi Ngã Đôi Ta - Chế Linh & Phương Dung
28. MC Thùy Dương & Thanh Toàn
29. Tạ Từ Trong Đêm (Tân Cổ Giao Duyên) - Chí Tâm & Ngọc Huyền
30. MC Việt Dzũng & Chí Tâm
31. Mùa Xuân Lá Khô - Tuấn Vũ & Mỹ Huyền
32. MC Nam Lộc & Mỹ Lan
33. Chủ Nhật Này Trẫm Nhớ Ái Khanh Không? - Ánh Minh & Justin
34. MC Việt Dzũng & Thùy Dương
35. Chuyện Tình Mộng Thường - Băng Tâm & Đan Nguyên
36. MC Bảo Châu & Thùy Dương
37. Dấu Đạn Thù Trên Tường Vôi Trắng - Anh Khoa & Y Phương
38. MC Nam Lộc & Ngọc Minh
39. Trời Chưa Muốn Sáng - Nguyên Khang & Diễm Liên
40. MC Thùy Dương & Bảo Châu
41. Lời Cho Người Yêu Nhỏ - Tiến Dũng & Thanh Trúc
42. MC Việt Dzũng & Nam Lộc
43. Bắc Đẩu - Lâm Nhật Tiến & Nguyễn Hồng Nhung

### Asia 60
Asia 60 với chủ đề Xuân thanh bình - Xuân chinh chiến - Xuân tha hương được Asia thu hình tại Long Beach Convention Center, Long Beach, California vào ngày 8 tháng 11 năm 2008 và phát hành vào dịp Tết 2009. Người điều khiển chương trình là Nam Lộc, Việt Dzũng, Thùy Dương và Bảo Châu.
1. LK Gái Xuân, Ca Khúc Mừng Xuân, Xuân Họp Mặt - Băng Tâm, Y Phụng, Nguyễn Hồng Nhung, Hồ Hoàng Yến, Mỹ Huyền and All singers
2. MC Việt Dzũng, Nam Lộc, Thùy Dương & Bảo Châu
3. Tôi Đi Tìm Lại Mùa Xuân - Minh Hiếu, Lâm Thúy Vân
4. MC Việt Dzũng, Thùy Dương & Video clip: Phong tục ngày Tết
5. Cánh Bướm Vườn Xuân - Nguyễn Hồng Nhung
6. Tấu hài: Cầu Vừa Đủ Xài - Lê Huỳnh, Kiều Oanh
7. LK Cánh Thiệp Đầu Xuân, Anh Cho Em Mùa Xuân - Thanh Thúy, Thiên Kim
8. MC Nam Lộc & Thùy Dương
9. LK Nếu Xuân Này Vắng Anh, Tôi Chưa Có Mùa Xuân - Băng Tâm, Đan Nguyên
10. MC Việt Dzũng, Thùy Hương
11. LK Xuân Yêu Thương, Điệp Khúc Mùa Xuân - Ánh Minh, Thùy Hương
12. MC Nam Lộc & Bảo Châu
13. Xuân này con không về - Duy Khánh, Đặng Thế Luân
14. MC Việt Dzũng & Thùy Dương
15. Đầu Xuân Lính Chúc - Thanh Trúc, Philip Huy, Spencer, Đoàn Phi, Quốc Khanh
16. MC Nam Lộc, Bảo Châu & Video clip: Lễ hội ngày Tết
17. LK Xin Thời Gian Qua Mau, Cô Láng Giềng - Hồ Hoàng Yến, Lâm Nhật Tiến
18. MC Việt Dzũng & Bảo Châu
19. Khúc Hát Thanh Xuân - Thanh Lan, Ngọc Hạ
20. MC Việt Dzũng, Tuấn Vũ
21. LK Mùa Xuân Đầu Tiên, Đám Cưới Đầu Xuân - Ngọc Minh, Tuấn Vũ, Thùy Dương
22. MC Việt Dzũng & Thùy Dương
23. Những Kiếp Hoa Xuân - Như Quỳnh
24. MC Bảo Châu & Ngọc Huyền
25. Cải lương Hồ Quảng: Mạnh Lệ Quân Kỳ Nữ - Ngọc Huyền, Thiên Kim
26. MC Nam Lộc, Việt Dzũng, & Video clip: Vinh danh và tưởng nhớ các danh hài Việt Nam
27. Chúc Xuân - Đoàn Phi
28. MC Bảo Châu & Thùy Dương
29. Hài kịch: 20 40 60 - Quang Minh, Hồng Đào, Jonathan Phan
30. MC Nam Lộc & Thanh Trúc
31. LK Đồn Vắng Chiều Xuân, Phiên Gác Đêm Xuân - Philip Huy, Mỹ Huyền
32. Tấu hài: Bói Quẻ Đầu Năm - Lê Huỳnh, Kiều Oanh
33. LK Ly Rượu Mừng, Xuân Miền Nam - Phương Hồng Quế, Phương Hồng Ngọc, Phương Hoài Tâm
34. MC Nam Lộc & Thiên Trang
35. LK Đan Áo Mùa Xuân, Đón xuân này nhớ xuân xưa - Thiên Trang, Y Phụng
36. MC Nam Lộc & Thùy Dương
37. Tình Xuân - Quốc Khanh
38. MC Bảo Châu & Nguyên Khang
39. LK Mùa Xuân Trên Đỉnh Bình Yên, Tiếng Dương Cầm - Nguyên Khang, Diễm Liên
40. MC Thùy Dương, Đỗ Tân Khoa & Video clip: Bên em đang có ta
41. Sẽ Có Một Ngày - Trish Thùy Trang, Doanh Doanh
42. MC Bảo Châu & Video clip: Giáo xứ Thái Hà, Hà Nội
43. LK Chuyện Buồn Ngày Xuân, Xuân Này Con Về Mẹ Ở Đâu - Ngọc Huyền, Tường Nguyên, Tường Khuê
44. MC Nam Lộc & Bảo Châu
45. Thư Xuân Hải Ngoại - Lệ Thu
46. Hoạt cảnh: Táo Quân - Lê Huỳnh, Kiều Oanh
47. LK Xuân Ca, Đón Xuân, Xuân Nghệ sĩ Hành Khúc - Bích Vân, Ánh Minh, Thùy Hương and All singers

## 2008

### Asia 59
Asia 59 với chủ đề Bốn mùa 2 - Một thời để nhớ được trung tâm Asia thu hình ngày 5 tháng 7 năm 2008 tại La Mirada Theater và phát hành DVD vào ngày 10 tháng 10 năm 2008. Người điều khiển chương trình là Nam Lộc, Việt Dzũng, Thùy Dương và Bảo Châu. Khách Mời Đặc Biệt: Nhạc sĩ Diệu Hương, Nghệ Sĩ Túy Hồng.
1. LK Cơn mưa phùn, Tiếng Mưa Đêm, Mùa Thu Trong Mưa (Đức Huy, Trường Sa) - Thiên Kim, Lâm Thúy Vân, Lâm Nhật Tiến, Quốc Khanh, Như Quỳnh, Nguyễn Hồng Nhung, Philip Huy, Ánh Minh, Đoàn Phi
2. MC Nam Lộc, Việt Dzũng, Thùy Dương và Bảo Châu
3. LK Khi Em Nhìn Anh (Y Vân, Huỳnh Anh), Nếu Em Về Bên Anh (Huỳnh Anh) - Ngọc Minh, Thanh Phong
4. MC Nam Lộc và Bảo Châu
5. LK Mùa Xuân Đầu Tiên (Văn Cao), Chiều Tím (Đan Thọ, Đinh Hùng) - Bích Vân, Hồ Hoàng Yến
6. MC Việt Dzũng và Thùy Dương
7. LK Elsa: Quelque chose dans mon coeur, Etre Ensemble - Trish Thùy Trang
8. MC Nam Lộc và Mỹ Huyền
9. Định Mệnh (Song Ngọc) - Philip Huy, Mỹ Huyền
10. MC Việt Dzũng và Y Phụng
11. LK Người Ngoài Phố (Anh Việt Thu), Dấu Chân Kỷ Niệm (Thúc Đăng) - Y Phụng, Đặng Thế Luân
12. MC Nam Lộc và Thùy Dương
13. LK Nếu Một Ngày, Tiếng Mưa Rơi, Trăng Thề (Khánh Băng) - Don Hồ, Y Phương, Lê Nguyên
14. MC Bảo Châu và Thùy Dương
15. Phượng Hồng (Vũ Hoàng, Đỗ Trung Quân) - Vũ Khanh
16. MC Nam Lộc và Thanh Lan
17. Mùa Hè 42 (Nguyễn Ánh 9) - Nguyễn Hồng Nhung
18. MC Việt Dzũng và Thùy Dương
19. LK Lambada, Điện Thoại Tới Anh, Lời Yêu Thương - Ánh Minh, Đoàn Phi
20. MC Nam Lộc và Thùy Dương
21. Hoa Nở Về Đêm (Mạnh Phát) - Ngọc Huyền
22. MC Bảo Châu, Thiên Kim, Quốc Khanh
23. Vầng Trăng Tình Yêu (Trúc Hồ) - Thiên Kim, Quốc Khanh
24. MC Việt Dzũng và Thùy Dương
25. Bé Yêu (Lam Phương) - Thùy Hương, Spencer
26. MC Việt Dzũng và Như Quỳnh
27. Sương Lạnh Chiều Đông (Mạnh Phát) - Băng Tâm
28. MC Nam Lộc và Thùy Dương
29. LK Delilah, Je Sais, Mùa Tình Yêu, Một Thời Để Yêu - Thanh Lan, Paolo
30. MC Thùy Dương và Bảo Châu
31. Hài kịch: Một Điều Để Nhớ (Hùng Lâm) - Quang Minh, Hồng Đào, Jonathan, Tố Loan
32. MC Nam Lộc và Bảo Châu
33. LK Bây Giờ Tháng Mấy, Tuổi Xa Người (Từ Công Phụng) - Nguyên Khang, Diễm Liên
34. MC Thùy Dương và Philip Huy
35. LK Một Ngày Không Có Anh, Ngày Vui Qua Mau (Y Vân, Nguyễn Long, Nhật Ngân) - Đan Nguyên
36. MC Việt Dzũng và Bảo Châu
37. LK Lối Về Xóm Nhỏ, Tôi Yêu (Trịnh Hưng) - Phương Hoài Tâm, Phương Hồng Quế
38. MC Nam Lộc và Diệu Hương
39. Phiến Đá Sầu (Diệu Hương) - Lâm Thúy Vân
40. MC Thùy Dương và Don Hồ
41. LK Without You, Và Hôm Nay (Trúc Hồ) - Doanh Doanh, Cardin
42. MC Việt Dzũng và Bảo Châu
43. Thăm Mộ Mẹ (Anh Bằng) - Như Quỳnh
44. MC Nam Lộc và Túy Hồng
45. LK Duyên Kiếp, Trăm Nhớ Ngàn Thương, Thu Sầu (Lam Phương) - Băng Tâm, Đan Nguyên, Y Phụng, Tường Nguyên, Tường Khuê, Ngọc Huyền, Đặng Thế Luân
46. MC Nam Lộc và Lâm Thúy Vân
47. Chỉ Là Phù Du Thôi (Trúc Hồ) - Lâm Nhật Tiến
48. MC Nam Lộc và Việt Dzũng
49. LK Vũng Lầy Của Chúng Ta, Tình khúc Cho Em,Cho Lần Cuối (Lê Uyên Phương) - Lê Uyên, Phương Thảo, Ngọc Lễ and All singers

### Asia 58
Asia 58 là chương trình đại nhạc hội thu hình trực tiếp chủ đề Lá thư từ chiến trường, tức Những tình khúc thời chinh chiến 2, được thu hình ngày 22 tháng 3 năm 2008 tại Long Beach Terrace Theater và phát hành tháng 5 năm 2008. Đây là chương trình song ca thứ hai của Trung tâm Asia sau chương trình Asia 41 phát hành năm 2003. Người dẫn chương trình là Nam Lộc, Việt Dzũng, Thùy Dương và khoa học gia Dương Nguyệt Ánh. Đây được xem là phần tiếp theo của Asia 21 - Những tình khúc thời chinh chiến (1998).
1. Liên khúc: Gửi về anh (Đỗ Thu) - Băng Tâm & Y Phụng; Nó và tôi (nhạc Song Ngọc, lời Vọng Châu) - Lâm Nhật Tiến & Đặng Thế Luân; Giờ này anh ở đâu (Khánh Băng) - Như Quỳnh, Nguyễn Hồng Nhung & Ngọc Huyền; Có những người anh (Võ Đức Hảo) - Thiên Kim và tất cả nghệ sĩ
2. MC Nam Lộc và Dương Nguyệt Ánh
3. Anh đi chiến dịch (Phạm Đình Chương) - Bích Vân; Các anh đi (nhạc Văn Phụng, thơ Hoàng Trung Thông) - Y Phương
4. MC Việt Dzũng và Thùy Dương
5. Viết từ KBC (Mạc Phong Linh, Hoàng Minh) - Y Phụng; Kẻ ở miền xa (Trúc Phương) - Đan Nguyên
6. MC Nam Lộc và Thùy Dương
7. Tình ca người đi biển (Trường Hải) - Ánh Minh & Đoàn Phi
8. MC Việt Dzũng và Thanh Thúy
9. Tàu đêm năm cũ (Trúc Phương) - Diệp Thanh Thanh; Nhớ thành đô (Hoàng Thi Thơ) - Don Hồ
10. MC Phan Nhật Nam và Dương Nguyệt Ánh
11. Chân trời tím (Anh Chương) - Ngọc Hạ & Nguyên Khang
12. MC Nam Lộc và Phương Hồng Quế
13. Thương vùng hỏa tuyến (Anh Bằng & Vũ Chương) - Ngọc Huyền; Tìm anh (Hoàng Thi Thơ) - Lâm Thúy Vân
14. MC Việt Dzũng và Thùy Dương
15. Lính mà em (Anh Thy) - Evan, Spencer & James; Tình lính (Y Vân) - Thùy Hương
16. MC Nam Lộc và Thùy Dương
17. Bóng nhỏ đường chiều (Trúc Phương) - Thanh Thúy; Phút giao mùa (Trần Thiện Thanh) - Vũ Khanh
18. MC Nam Lộc và Thùy Dương
19. Đêm cuối cùng (Phạm Đình Chương) - Hồ Hoàng Yến; Một chuyến bay đêm (Song Ngọc & Hoài Linh) - Quốc Khanh
20. MC Việt Dzũng và Nam Lộc
21. Liên khúc: Thương anh (Y Vân) & Tôi nhớ tên anh (Hoàng Thi Thơ) - Lê Nguyên, phụ diễn bởi Ánh Minh, Như Quỳnh, Diệp Thanh Thanh, Thiên Kim, Băng Tâm, Trish Thùy Trang, Thùy Hương, Y Phương, Y Phụng và Nguyễn Hồng Nhung qua phần trình diễn thời trang "Màu áo hoa rừng" do nhà thiết kế Thái Nguyễn thực hiện.
22. MC Việt Dzũng và Ngọc Minh
23. Anh về với em (Trần Thiện Thanh) - Ngọc Minh & Thanh Phong
24. MC Phan Nhật Nam và Dương Nguyệt Ánh
25. Người tình không chân dung (Hoàng Trọng) - Nguyễn Hồng Nhung; Những người không chết (Phạm Thế Mỹ) - Thiên Kim
26. MC Nam Lộc và Thùy Dương
27. Qua cơn mê (Trịnh Lâm Ngân); Cho tôi được một lần (Bảo Thu) - Phương Hoài Tâm, Phương Hồng Quế & Phương Hồng Ngọc
28. MC Nam Lộc và Thùy Dương
29. Giấc ngủ cô đơn (Anh Bằng, Lê Dinh) - Băng Tâm; Nhớ nhau hoài (Anh Việt Thu, Thiên Hà) - Đặng Thế Luân
30. MC Nam Lộc và Thùy Dương
31. Kịch Quê hương - Quang Minh, Hồng Đào, Vicky & Bé Tí Tẹo
32. MC Việt Dzũng và Phương Dung
33. Thiệp hồng anh viết tên em (Song Ngọc & Hoài Linh) - Phương Dung & Trung Chỉnh
34. MC Phan Nhật Nam và Dương Nguyệt Ánh
35. Người chết trở về (Trần Thiện Thanh) - Nhật Trường & Thanh Lan
36. MC Nam Lộc và Thùy Dương
37. Ngày sau sẽ ra sao (Vân Tùng) - Tường Nguyên & Tường Khuê
38. MC Việt Dzũng và Thùy Dương
39. Kể chuyện trong đêm (Hoàng Trang) - Tuấn Vũ & Mỹ Huyền
40. MC Phan Nhật Nam và Dương Nguyệt Ánh
41. Tiếc thương (nhạc Anh Bằng, thơ Cao Tần) - Lâm Nhật Tiến & Như Quỳnh
42. MC Nam Lộc và Phan Nhật Nam
43. Bài thơ cho con (nhạc Ngọc Lễ, thơ Duy An Đông) - Phương Thảo & Ngọc Lễ
44. MC Việt Dzũng và Thùy Dương
45. Tell Me Why - Trish, Cardin & Doanh Doanh
46. MC Nam Lộc và Dương Nguyệt Ánh
47. Đáp lời sông núi (Trúc Hồ) - Hợp ca

### Asia 57
Asia 57 với chủ đề Thế giới tình yêu, thu hình tại Long Beach Convention Center, Long Beach, California vào ngày 15 tháng 12 năm 2007 và phát hành tháng 2 năm 2008. MC chương trình: Nam Lộc, Thùy Dương và Việt Dzũng.
1. LK Trịnh Công Sơn, Vũ Thành An: Ru Ta Ngậm Ngùi, Ru Em Từng Ngón Xuân Nồng, Phôi Pha, Bài Không Tên Số 5, Biển Nhớ, Bài Không Tên Số 7 - Don Hồ, Lâm Thúy Vân, Như Quỳnh, Thiên Kim, Nguyễn Hồng Nhung, Quốc Khanh
2. MC Nam Lộc và Thùy Dương
3. Paris Có Gì Lạ Không Em (Ngô Thụy Miên, Nguyên Sa) - Ngọc Hạ
4. MC Việt Dzũng và Thùy Dương
5. Say Tình (Lời Việt: Việt Dzũng) - Đoàn Phi
6. MC Nam Lộc và Thùy Dương
7. 24 Giờ Phép (Trúc Phương) - Đan Nguyên
8. MC Việt Dzũng và Thùy Dương
9. Tình Yêu, Tình Yêu (Lời Việt: Nam Lộc) - Băng Tâm
10. MC Nam Lộc và Như Quỳnh
11. Rất Huế (Anh Bằng, thơ: Phong Sơn) - Bảo Yến
12. MC Thùy Dương và Thùy Hương
13. Money Money - Thùy Hương
14. MC Nam Lộc và Đặng Thế Luân
15. Tân cổ giao duyên: Cánh Chim Bạt Gió (Nam Lộc, Ngọc Huyền, Bạch Mai) - Ngọc Huyền, Đặng Thế Luân
16. MC Việt Dzũng và Thùy Dương
17. Tình (Văn Phụng) - Lâm Thúy Vân
18. MC Nam Lộc và Thùy Dương
19. Cafe Một Mình (Ngọc Lễ) - Phương Thảo, Ngọc Lễ
20. MC Việt Dzũng và Thùy Dương
21. Đừng Nói Lời Chia Tay (Lời Việt: Việt Dzũng) - Doanh Doanh, Chosen
22. MC Nam Lộc và Thùy Dương
23. Tiễn Em Ra Phi Trường (Trúc Hồ) - Lâm Nhật Tiến
24. MC Việt Dzũng và Asia 4
25. LK Bad Boy Blue - Cardin, Evan, Spencer, James
26. MC Nam Lộc và Việt Dzũng
27. Khóc Mẹ (Mặc Thiên) - Như Quỳnh
28. MC Việt Dzũng và Thùy Dương
29. Hài kịch: Thẻ Xanh (Green Card) - Quang Minh, Hồng Đào, Jonathan, Quỳnh Anh
30. MC Việt Dzũng và Dạ Nhật Yến
31. Kiếp Cầm Ca (Huỳnh Anh) - Dạ Nhật Yến
32. MC Nam Lộc và Thùy Dương
33. Giọt Buồn Không Tên (Tô Giang)- Y Phụng
34. MC Nam Lộc và Việt Dzũng
35. LK Anh Còn Yêu Em, Khúc Thụy Du - Thiên Kim, Y Phương, Nguyên Khang
36. MC Việt Dzũng và Thùy Dương
37. Sayonara (Lời Việt: Kỳ Anh) - Ánh Minh, Lê Nguyên
38. MC Thùy Dương và Quốc Khanh
39. Thôi Thế Thì Chia Tay (Trúc Hồ) - Quốc Khanh
40. MC Nam Lộc và Don Hồ
41. Niềm Thương Nhớ - Don Hồ
42. MC Nam Lộc và Nguyễn Hồng Nhung
43. Đêm Mưa (Tuấn Khanh) - Nguyễn Hồng Nhung
44. MC Thùy Dương và Trish Thùy Trang
45. Ice Queen - Trish Thùy Trang
46. MC Nam Lộc và Phương Hoài Tâm
47. Chúc Xuân (Thanh Sơn) - Phương Hồng Quế, Phương Hoài Tâm, Phương Hồng Ngọc
48. MC Việt Dzũng và Thùy Dương
49. Vui Chơi Tình Ta (Lời Việt: Trường Kỳ) - Nhã Phương
50. MC Nam Lộc và Việt Dzũng
51. Chiều Tây Đô (Lam Phương) - Tuấn Vũ, Mỹ Huyền
52. MC Nam Lộc và Thùy Dương
53. Tình Ca (Phạm Duy) - Vũ Khanh and All singers

## 2007

### Asia 56
Asia 56 với chủ đề Mùa hè rực rỡ 2007 - Yêu đời yêu người, thu hình tại Hobby Center for the Performing Arts, Houston, Texas vào ngày 25 tháng 8 năm 2007 và phát hành vào ngày 9 tháng 11 năm 2007. MC chương trình: Nam Lộc, Thùy Dương, Việt Dzũng và khoa học gia Dương Nguyệt Ánh. Chương trình có sự trở lại của Như Quỳnh sau 10 năm cộng tác với Trung tâm Thúy Nga.
1. Yêu Đời Yêu Người - Da Nhật Yến, Đoàn Phi
2. MC Nam Lộc, Thùy Dương & Guest: Hoa hậu Tạ Bích Trâm
3. Mưa Sài Gòn, Mưa Hà Nội - Phương Hồng Quế, Phương Hồng Ngọc, Phương Hoài Tâm
4. MC Việt Dzũng & Thùy Dương
5. Hãy Quên Anh - Đan Nguyên
6. MC Nam Lộc & Thùy Dương
7. Tình Ngang Trái - Y Phụng, Doanh Doanh
8. MC Việt Dzũng, Dương Nguyệt Ánh & Video Clip Hội Bạn Người Cùi
9. Giấc Mơ Mong Manh - Ngọc Lễ, Phương Thảo
10. MC Thùy Dương & Guest: Đan Nguyên
11. Kimigasuki - Trish Thùy Trang
12. MC Việt Dzũng & Thùy Dương
13. Nỗi Buồn Còn Lại - Quốc Khanh
14. MC Nam Lộc & Guest: Hoa hậu Rosalynn Hồng Phương
15. LK Nhạc Pháp - Don Hồ, Lâm Nhật Tiến
16. MC Việt Dzũng & Thùy Dương
17. LK Thôi, Ảo Ảnh - Tuấn Vũ, Thanh Lan
18. MC Thùy Dương & Guest: Lâm Thúy Vân
19. LK Chinese Top Hits - Lâm Thúy Vân, Ánh Minh, Lê Nguyên
20. MC Nam Lộc & Guest: Ngọc Huyền
21. Cải lương: Võ Đông Sơ - Bạch Thu Hà - Minh Phụng
22. MC Nam Lộc & Thùy Dương
23. Gloomy Sunday (Chủ Nhật Xám) - Nguyễn Hồng Nhung, Thùy Hương
24. Hài kịch: Yêu Đời, Yêu Người - Quang Minh, Hồng Đào, Jonathan, Jennifer
25. MC Dương Nguyệt Ánh & Thùy Dương
26. Dù Chỉ Một Lần Thôi - Thiên Kim
27. MC Nam Lộc & Thùy Dương
28. Tiếng Hát Mường Luông - Ngọc Huyền
29. MC Việt Dzũng & Guest: Thanh Phong
30. Khúc Tình Ca Hàng Hàng Lớp Lớp - Thanh Phong, Thanh Tuyền
31. MC Việt Dzũng & Guest: Hoa hậu Quách Thùy Linh
32. Hello - Evan, Chosen
33. MC Thùy Dương & Guest: Đoàn Phi
34. Lời Nói Trên Môi - Cardin
35. MC Việt Dzũng & Guest: Hoa hậu Alex Trần
36. LK Mưa Buồn, Tôi Đưa Em Sang Sông - Như Quỳnh, Tường Nguyên, Tường Khuê
37. MC Nam Lộc, Dương Nguyệt Ánh & Video Clip Thương Phế Binh
38. Người Thương Binh - Đặng Thế Luân
39. MC Nam Lộc & Việt Dzũng
40. LK Phượng Hoàng - Bảo Yến, Nhã Phương
41. MC Việt Dzũng & Thùy Dương
42. Cải lương: Tây Thi - Phạm Lãi - Băng Tâm, Kim Tiểu Long
43. MC Nam Lộc & Thùy Dương
44. Mỗi Độ Trăng Về - Lâm Thúy Vân
45. MC Việt Dzũng & Thùy Dương
46. Trở Về Mái Nhà Xưa - Ngọc Hạ, Nguyên Khang
47. MC Nam Lộc, Dương Nguyệt Ánh & Video Clip Luật Sư Lê Thị Công Nhân & Công Đồng Việt Nam Thế Giới
48. Thiên Thần Trong Bóng Tối - Diễm Liên, Y Phương

### Asia 55
Asia 55 với chủ đề 75 năm âm nhạc Việt Nam kỳ 2 - Hát với thần tượng, thu hình ngày 19 tháng 5 năm 2007 tại La Mirada Theater và phát hành ngày 20 tháng 7 năm 2007. MC chương trình: Nam Lộc, Thùy Dương, Việt Dzũng. Chương trình này có sự góp mặt lần đầu của Nguyễn Hồng Nhung và Đan Nguyên.
1. LK: Đi Với Tôi (Canh Thân) & Ghé Bến Sài Gòn (Văn Phụng, Huyền Linh) - Don Hồ, Dạ Nhật Yến
2. MC Nam Lộc, Thùy Dương
3. Suối Mơ (Văn Cao, Phạm Duy) - Ngọc Hạ
4. MC Thùy Dương
5. Giọt Lệ Đài Trang (Châu Kỳ) - Tuấn Vũ, Kim Tiểu Long
6. MC Việt Dzũng, Mai Lệ Huyền
7. Làm Quen (Quốc Dũng, Lâm Hoài Thanh) - Mai Lệ Huyền, Hùng Cường / Sầu Đông (Khánh Băng) - Đoàn Phi
8. MC Nam Lộc, Thùy Dương
9. Dư Âm (Nguyễn Văn Tý) - Anh Khoa, Dalena
10. MC Việt Dzũng, Băng Tâm
11. Chuyện Ba Mùa Mưa (Minh Kỳ, Dạ Cầm) - Băng Tâm / Thương Về Miền Trung (Duy Khánh) - Đặng Thế Luân
12. MC Việt Dzũng, Doanh Doanh
13. Tình Yêu Ôi! Tình Yêu (Lời Việt: Nhật Ngân) - Thanh Lan / Búp bê không tình yêu (Lời Việt: Vũ Xuân Hùng) - Doanh Doanh
14. MC Nam Lộc & Thùy Dương
15. Niệm khúc cuối (Ngô Thụy Miên) - Sỹ Phú, Quốc Khanh
16. MC Việt Dzũng, Ngọc Huyền
17. Tiếng Trống Mê Linh (Việt Dung, Vĩnh Điền, nhóm kịch tác gia Thanh Minh) - Thanh Nga, Ngọc Huyền
18. MC Việt Dzũng, Minh Hiếu
19. Quen Nhau Trên Đường Về (Thăng Long, Đức Nội) - Minh Hiếu / Đường Xưa Lối Cũ (Hoàng Thi Thơ) - Thanh Tuyền
20. MC Thùy Dương, Evan
21. All Alone (Vũ Tuấn Đức) - Trish Thùy Trang, Evan
22. MC Nam Lộc, Diễm Liên
23. LK: Xin Còn Gọi Tên Nhau & Một Mai Em Đi (Trường Sa) - Lệ Thu, Diễm Liên
24. MC Nam Lộc, Phương Hồng Ngọc, Phương Hoài Tâm
25. Chiều Làng Em (Trúc Phương) - Phương Hồng Quế, Phương Hồng Ngọc, Phương Hoài Tâm
26. MC Nam Lộc & Việt Dzũng
27. Hài kịch: Kịch Và Đời, Đời Và Kịch - Quang Minh, Hồng Đào, Lê Huỳnh, Quỳnh Anh
28. MC Việt Dzũng, Don Hồ, Lâm Thúy Vân
29. Ngày Vui Năm Ấy (Lời Việt: Nhật Ngân) - Don Hồ, Lâm Thúy Vân
30. MC Nam Lộc & Chế Linh
31. Thói đời (Trúc Phương) - Chế Linh, Đan Nguyên
32. MC Thùy Dương, Sỹ Đan
33. Đừng Hỏi Vì sao (Sỹ Đan, Lê Đức Long) - Thùy Hương, Chosen, Lê Nguyên
34. MC Nam Lộc, Y Phụng
35. Cô Gái Bán Sầu Riêng (Viễn Châu) - Y Phụng, Minh Phụng
36. MC Việt Dzũng, Thùy Dương
37. Tình Phụ (Đỗ Lễ) - Nguyên Khang, Y Phương
38. MC Thùy Dương, Cardin
39. LK: Tell Me & I Don't Need Your Love (Cardin) - Cardin
40. MC Nam Lộc, Phương Thảo, Ngọc Lễ
41. Ba Ngọn Nến Lung Linh (Ngọc Lễ) - Phương Thảo, Ngọc Lễ, Bé Na, Bé Nấm
42. MC Nam Lộc & Thùy Dương
43. Anh Còn Nợ Em (Anh Bằng, thơ: Phan Thành Tài) - Bảo Yến / Một Thời Đã Xa (Trường Huy) - Thiên Kim
44. MC Nam Lộc, Thùy Dương & Việt Dzũng
45. Tình Yêu, Tình Người (Trúc Hồ) - Lâm Nhật Tiến, Nguyễn Hồng Nhung, Hợp Ca Asia

### Asia 54
Asia 54 với chủ đề Trầm Tử Thiêng - Trúc Hồ - Bước Chân Việt Nam - A Triumphant Story, thu hình tại Atlanta Civic Center vào ngày 7 tháng 4 năm 2007 và phát hành trong ngày 26 tháng 4 năm 2007. MC chương trình: Nam Lộc, Leyna Nguyễn, Việt Dzũng. Chương trình này có sự góp mặt lần đầu của Quốc Khanh và Đoàn Phi.
1. LK: Kinh Khổ (Trầm Tử Thiêng) & Việt Nam Về Trong Nỗi Nhớ (Trầm Tử Thiêng, Trúc Hồ) - Hợp Ca Asia
2. MC Việt Dzũng & Nam Lộc
3. Đưa Em Vào Hạ (Trầm Tử Thiêng) - Bảo Yến / Bài Hương Ca Vô Tận (Trầm Tử Thiêng) - Thanh Tuyền
4. MC Việt Dzũng & Leyna Nguyễn
5. Dòng Sông Kỷ Niệm (Trúc Hồ) - Quốc Khanh / Một Nửa Đời Em (Trúc Hồ) - Thiên Kim
6. MC Nam Lộc & Thanh Lan
7. Trộm Nhìn Nhau (Trầm Tử Thiêng) - Đặng Thế Luân / Ai Biểu Em Làm Thinh (Trầm Tử Thiêng) - Tuấn Vũ, Mỹ Huyền
8. MC Việt Dzũng & Y Phụng
9. Trái Tim Mùa Đông (Trúc Hồ) - Don Hồ
10. MC Nam Lộc & Leyna Nguyễn
11. Chuyện Một Chiếc Cầu Đã Gãy (Trầm Tử Thiêng) - Thanh Thúy, Băng Tâm
12. MC Việt Dzũng & Nam Lộc
13. Hòa Bình Ơi, Việt Nam Ơi! (Trầm Tử Thiêng) - Phương Dung, Doanh Doanh, Trung Chỉnh
14. MC Việt Dzũng & Băng Tâm
15. Cơn Mưa Hạ (Trầm Tử Thiêng, Trúc Hồ) - Y Phương / Đã Qua Thời Mong Chờ (Trầm Tử Thiêng, Trúc Hồ) - Ngọc Hương
16. MC Nam Lộc & Việt Dzũng
17. MC Nam Lộc & Phương Dung
18. 7000 Đêm Góp Lại (Trầm Tử Thiêng) - Ngọc Huyền
19. MC Việt Dzũng & Lâm Nhật Tiến
20. LK Trúc Hồ / Một Lần Nữa Thôi, Em Đã Quên Một Dòng Sông, Yêu Em Âm Thầm, Tình Yêu, Giữa Hai Mùa Mưa Nắng - Khải Tuấn, Minh Thông, Bảo Yến
21. MC Nam Lộc & Leyna Nguyễn
22. Tình Đầu Một Thời Áo Trắng (Trầm Tử Thiêng) - Thùy Hương, Diễm Liên, Doanh Doanh, Ngọc Huyền, Y Phương, Băng Tâm, Y Phụng, Tường Nguyên, Tường Khuê
23. MC Việt Dzũng & Đặng Thế Luân
24. Đỉnh Gió Hú (Trúc Hồ) - Đoàn Phi, Lê Nguyên
25. MC Việt Dzũng & Anh Khoa
26. Mộng Sầu (Trầm Tử Thiêng) - Thanh Lan / Hối Tiếc (Trầm Tử Thiêng) - Anh Khoa
27. MC Nam Lộc & Thanh Thúy
28. Đò Dọc (Trầm Tử Thiêng) - Y Phụng, Kim Tiểu Long
29. MC Leyna Nguyễn & Trish Thùy Trang
30. Days and Nights of Missing You (Trúc Hồ, Shayla) - Thùy Hương, Evan
31. Hài kịch: Giải Óc Cá - Quang Minh, Hồng Đào
32. MC Nam Lộc & Vũ Khanh
33. Mười Năm Yêu Em (Trầm Tử Thiêng) - Vũ Khanh, Diễm Liên
34. MC Nam Lộc
35. Con Rồng Cháu Tiên (Trúc Hồ, Việt Dzũng) - Lâm Nhật Tiến, Ngọc Hạ
36. MC Nam Lộc & Leyna Nguyễn
37. Mẹ Yêu (Trúc Hồ) - Lâm Thúy Vân
38. MC Nam Lộc & Việt Dzũng
39. MC Việt Dzũng
40. Làm Thơ Tình Em Đọc (Trúc Hồ, thơ: Trịnh Bửu Hoài) - Dalena, Phương Thảo, Ngọc Lễ
41. MC Leyna Nguyễn & Thiên Kim
42. Điều Gì Đó (Trúc Hồ) - Trish Thùy Trang / Mãi Yêu Người Thôi (Trúc Hồ) - Cardin, Chosen
43. MC Nam Lộc & Nguyên Khang
44. Tội Nghiệp Thân Anh (Trúc Hồ) - Lâm Nhật Tiến
45. MC Nam Lộc & Việt Dzũng
46. Tưởng niệm (Trầm Tử Thiêng) - Nguyên Khang
47. MC Nam Lộc, Leyna Nguyễn & Thùy Dương
48. LK: Một Ngày Việt Nam & Bước Chân Việt Nam (Trầm Tử Thiêng, Trúc Hồ) - Hợp Ca Asia

### Asia 53
Asia 53 với chủ đề: Bốn Mùa - Màu Sắc Của Tình Yêu - The Best Picture Ever được thu hình tại Long Beach Convention Center, Long Beach, California vào ngày 11 tháng 11 năm 2006 và phát hành vào dịp Tết 2007. MC chương trình: Nam Lộc, Leyna Nguyễn, Trịnh Hội
Chương trình này không có mặt Việt Dzũng như các chương trình trước.
1. LK Bốn Mùa: Tuổi Đá Buồn, Như cánh vạc bay, Còn tuổi nào cho em, Gọi tên bốn mùa, Rừng Xưa Đã Khép, Bốn Mùa Thay Lá - Don Hồ, Diễm Liên, Y Phương, Y Phụng, Thiên Kim, Minh Thông, Nguyên Khang
2. MC Nam Lộc & Leyna Nguyễn
3. LK Câu Chuyện Đầu Năm, Tâm Sự Ngày Xuân - Thanh Phong, Phương Hồng Quế, Ngọc Huyền, Phương Vũ
4. MC Trịnh Hội & Leyna Nguyễn
5. Bến Xuân - Thùy Dương
6. MC Trịnh Hội & Leyna Nguyễn
7. Above & Beyond - Trish
8. MC Nam Lộc & Michael Đỗ
9. LK Tình Chết Theo Mùa Đông, Nhớ Một Chiều Xuân - Chế Linh, Thanh Tuyền
10. MC Trịnh Hội & ca sĩ Y Phụng
11. Vào Hạ - Vina Uyển Mi, Thùy Hương, Chosen, Dạ Nhật Yến
12. MC Nam Lộc & Trịnh Hội
13. Xóm Đêm - Anh Khoa, Tường Nguyên, Tường Khuê
14. MC Leyna Nguyễn & Trịnh Hội
15. Hoang Vắng - Dalena, Henry Chúc
16. MC Nam Lộc & ca sĩ Mỹ Huyền
17. LK Mưa Nửa Đêm, Mưa Đêm Ngoại Ô - Tuấn Vũ, Mỹ Huyền
18. MC Trịnh Hội & Tấn Tài
19. Cải lương: Chung Vô Diệm - Ngọc Huyền, Tuấn Hùng, Hương Huyền
20. MC Leyna Nguyễn & Nam Lộc
21. LK Mùa Thu: Gởi Gió Cho Mây Ngàn Bay - Nguyên Khang, Diễm Liên
22. MC Leyna Nguyễn, Trịnh Hội & Video Clip (Interview Quỳnh Giao)
23. Mùa Thu Lá Bay - Kim Anh, Doanh Doanh
24. MC Trịnh Hội & ca sĩ Bảo Yến
25. Chiếc Lá Cuối Cùng - Bảo Yến, Y Phương
26. MC Nam Lộc, Leyna Nguyễn & Video Clip (Hòa thượng Thích Quảng Độ)
27. Tiếng Sông Hương - Ngọc Hạ
28. MC Trịnh Hội & ca sĩ Lâm Thúy Vân
29. Khi Ta Xa Rời Nhau - Lâm Thúy Vân
30. MC Nam Lộc & Leyna Nguyễn
31. LK Chuyện Tình Người Đan Áo, Bài Thánh Ca Buồn - Băng Tâm, Đặng Thế Luân
32. MC Nam Lộc & Trịnh Hội
33. Bên Em Là Biển Rộng - Don Hồ, Ánh Minh
34. MC Trịnh Hội & ca sĩ Dalena
35. Phiên Khúc Mùa Đông - Khải Tuấn, Minh Thông, Dạ Nhật Yến
36. MC Nam Lộc & Leyna Nguyễn
37. LK Winter Wonderland, Santa Clause Coming To Town - Asia 4
38. MC Nam Lộc, ca sĩ Phương Hồng Quế & Video Clip Tâm Anh
39. LK Chuyện Tình Không Suy Tư, Phố Đêm - Thiên Kim, Y Phụng
40. MC Leyna Nguyễn, Trịnh Hội & Video Clip Bão Katrina (One Year After)
41. Thầm Yêu - Cardin
42. MC Nam Lộc & ca sĩ Thiên Kim
43. Hài kịch: Vào Xuân - Quang Minh, Hồng Đào, Thi Phan, Neil Đặng
44. MC Nam Lộc, Leyna Nguyễn, Trịnh Hội
45. Xuân Và Tuổi Trẻ - Ngọc Lễ, Phương Thảo and All singers

## 2006

### Asia 52
Asia 52 là chương trình đại nhạc hội thu hình trực tiếp chủ đề Huyền thoại Lê Minh Bằng - Kết hợp tuyệt vời giữa ba nhạc sĩ hàng đầu của nền âm nhạc Việt Nam, được tổ chức tại Hobby Center for the Performing Arts, Houston, Texas vào ngày 26 tháng 8 năm 2006. Những người dẫn chương trình là Nam Lộc, Việt Dzũng, Trịnh Hội và Leyna Nguyễn. Chương trình có nội dung vinh danh nhóm Lê Minh Bằng - bộ ba nhạc sĩ nổi tiếng miền nam Việt Nam trước năm 1975. Chương trình có chiếu nhiều video clip tư liệu do Trịnh Hội quay tại Việt Nam, nội dung kể hoặc phỏng vấn một số nhà thơ có tác phẩm được nhạc sĩ Anh Bằng (thành viên của nhóm Lê Minh Bằng) phổ thơ, đó là Hồ Dzếnh, Hữu Loan, Kiên Giang Hà Huy Hà và Yên Thao, cũng như có các video clip ngắn phỏng vấn một số ca sĩ một thời gắn bó với nhóm Lê Minh Bằng như Trang Mỹ Dung, Mạnh Quỳnh. Ngoài ra, trong chương trình còn có sự góp mặt của "tiếng hát của miền Thần Kinh thương nhớ" Hà Thanh, ca sĩ Kim Loan từ Đức và sự hiện diện của Thanh Phong từ Pháp và Phương Đại - hai ca sĩ thành viên ban tam ca Sao Băng nổi tiếng tại Sài Gòn trước 1975.
1. LK: Đêm Nguyện Cầu (Lê Minh Bằng) / Nó (Anh Bằng, Hoàng Minh) / Một Ông Già (Lê Minh Bằng) - Thanh Lan, Chế Linh, Trung Chỉnh
2. MC Nam Lộc & Leyna Nguyễn
3. Nha Trang (Minh Kỳ, Hồ Đình Phương) - Hà Thanh, Phương Thảo, Ngọc Lễ
4. MC Việt Dzũng, Thanh Tuyền
5. Bóng Đêm (Lê Dinh, Anh Bằng) - Doanh Doanh, Dalena
6. MC Leyna Nguyễn & Trịnh Hội
7. Những Đêm Chờ Sáng (Lê Minh Bằng) - Philip Huy / Biệt Kinh Kỳ (Minh Kỳ, Hoài Linh) - Trần Thiện Thanh Toàn
8. MC Việt Dzũng, Leyna Nguyễn & Hà Thanh
9. Mưa trên phố Huế (Minh Kỳ, Tôn Nữ Thụy Khương) - Ngọc Hạ
10. MC Nam Lộc & Guest: Thanh Phong, Phương Đại
11. Ly Cà Phê Cuối Cùng (Minh Kỳ, Thế Vinh) - Phương Đại, Tường Nguyên, Tường Khuê, Duy Trường
12. MC Việt Dzũng & Thanh Lan
13. Nỗi lòng Người Đi (Anh Bằng) - Vũ Khanh / Nếu Vắng Anh (Anh Bằng) - Kim Anh
14. MC Leyna Nguyễn & Trung Chỉnh
15. Anh Tiền Tuyến, Em Hậu Phương (Minh Kỳ) - Mạnh Đình, Y Phụng
16. MC Trịnh Hội & Mai Lệ Huyền
17. Đám Cưới Nhà Binh (Minh Kỳ, Vũ Chương) - Asia 4, Ánh Minh
18. MC Nam Lộc, Việt Dzũng
19. Linh Hồn Tượng Đá (Mai Bích Dung) - Khải Tuấn, Minh Thông
20. MC Leyna Nguyễn & Vũ Khanh
21. Chuyến Tàu Hoàng Hôn (Minh Kỳ, Hoài Linh) - Thanh Thúy / Cánh Buồm Chuyển Bến (Minh Kỳ, Hoài Linh) - Phương Dung
22. MC Việt Dzũng & Chế Linh
23. Huynh Đệ Chi Binh (Anh Bằng) - Mai Lệ Huyền, Chosen
24. MC Leyna Nguyễn & Diễm Liên
25. Đà Lạt Hoàng Hôn (Minh Kỳ, Dạ Cầm) - Anh Khoa / Thương Về Miền Đất Lạnh (Minh Kỳ, Dạ Cầm) - Thanh Tuyền
26. MC Leyna Nguyễn & Nam Lộc
27. Lần Đầu Cũng Là Lần Cuối (Vũ Chương, Dạ Cầm) - Don Hồ, Y Phương
28. MC Việt Dzũng & Leyna Nguyễn
29. Sài Gòn Thứ Bảy (Anh Bằng) - Nay Dũng / Hai Mùa Mưa (Mạc Phong Linh, Mai Thiết Lĩnh) - Băng Tâm
30. MC Trịnh Hội & Leyna Nguyễn
31. Hài kịch: Nắng Hoàng Hôn - Quang Minh, Hồng Đào, Jonathan Phan
32. MC Việt Dzũng & Leyna Nguyễn
33. LK: Sầu Lẻ Bóng (Anh Bằng) / Lẻ Bóng (Lê Dinh, Anh Bằng) / Đôi Bóng (Lê Dinh, Anh Bằng) - Tuấn Vũ, Kim Loan, Trúc Mai
34. MC Trịnh Hội & Leyna Nguyễn
35. Anh Cứ Hẹn (thơ: Hồ Dzếnh, nhạc: Anh Bằng) - Trish Thùy Trang, Cardin, Dạ Nhật Yến, Thùy Hương
36. MC Nam Lộc & Mạnh Đình
37. LK: Chuyện Giàn Thiên Lý (Anh Bằng, thơ: Yên Thao) / Chuyện Tình Hoa Trắng (Anh Bằng, thơ: Kiên Giang) / Chuyện Hoa Sim (Anh Bằng, thơ: Hữu Loan) - Mạnh Đình, Ngọc Huyền, Băng Tâm, Đặng Thế Luân, Y Phụng
38. MC Trịnh Hội & Thanh Thúy
39. Tình Đời... Kiếp Cầm Ca (Minh Kỳ, Vũ Chương) - Lâm Nhật Tiến, Thiên Kim, Minh Thông
40. MC Nam Lộc & Leyna Nguyễn
41. Hoa Học Trò (thơ: Nhất Tuấn, nhạc: Anh Bằng) - Nguyên Khang & Diễm Liên
42. MC Leyna Nguyễn & Việt Dzũng
43. Khóc Mẹ Đêm Mưa (Anh Bằng) - Đặng Thế Luân
44. MC Leyna Nguyễn & Nam Lộc;Video Clip: Hà Tiên - Courtesy of Thế Hệ Trẻ
45. Hà Tiên (Lê Dinh) - Ngọc Huyền
46. MC Việt Dzũng
47. LK: Những Nấm Mộ Hoang & Về Với Cát Bụi (Lê Minh Bằng) - Lâm Thúy Vân, Lâm Nhật Tiến
48. MC Nam Lộc & Guest: Lê Dinh & Anh Bằng
49. MC Nam Lộc & Leyna Nguyễn
50. Đêm Nguyện Cầu (Lê Minh Bằng) - Hợp Ca Asia

### Asia 51
Asia 51 với chủ đề: Tình khúc sau cuộc chiến - 30 years of golden hits được thu hình ngày 10 tháng 6 năm 2006 tại Majestic Theater, Dallas, Texas và phát hành vào tháng 8 năm 2006. Chương trình có sự xuất hiện của các nhạc sĩ trực tiếp cũng như trên màn ảnh: Trần Quảng Nam, Lê Hựu Hà, Ngô Thụy Miên, Nguyễn Trung Cang, Y Vân. MC chương trình: Nam Lộc, Việt Dzũng, Trịnh Hội
1. LK Em Còn Nhớ Mùa Xuân (Ngô Thụy Miên), Người Di Tản Buồn (Nam Lộc), Lời Kinh Đêm (Việt Dzũng), Mưa Sài Gòn Còn Buồn Không Em (Nguyệt Ánh), Mười Năm Tình Cũ (Trần Quảng Nam) - Lâm Nhật Tiến, Ngọc Hạ, Đặng Thế Luân
2. MC Nam Lộc & Special Guest: Trần Quảng Nam
3. LK Rừng Lá Thay Chưa (Huỳnh Anh, Hoàng Ngọc Ẩn), Xót Xa (Lam Phương) - Phương Dung, Tuấn Vũ
4. MC Việt Dzũng & Video Clip: Nhạc Sĩ Lê Hựu Hà
5. Hãy Yêu Như Chưa Yêu Lần Nào (Lê Hựu Hà) - Don Hồ, Doanh Doanh
6. MC Nam Lộc & Special Guest: Ngô Thụy Miên
7. Bài Tình Ca Mùa Đông (Trầm Tử Thiêng) - Lệ Thu, Dạ Nhật Yến
8. MC Nam Lộc & Kim Anh
9. Kiếp Đam Mê (Duy Quang) - Thiên Kim
10. MC Trịnh Hội, Nam Lộc & Video Clip: Nhạc Sĩ Nguyễn Trung Cang
11. Anh Vẫn Biết (Nguyễn Trung Cang, Asia 4) - Châu Tuấn, Khải Tuấn, Minh Thông, Asia 4
12. MC Việt Dzũng
13. LK Trúc Đào (Anh Bằng, Thái Cang), Anh Biết Em Đi Chẳng Trở Về (Anh Bằng, Nguyễn Tất Nhiên) - Vũ Khanh
14. MC Nam Lộc, Thanh Lan & Video Clip
15. LK Em Đi Rồi (Lam Phương), Cho Em Quên Tuổi Ngọc (Lam Phương) - Thanh Lan, Diễm Liên
16. MC Việt Dzũng, Nini, Vina & Video Clip
17. LK Như Vạt Nắng (Trúc Hồ), Mãi Yêu Người Thôi (Trúc Hồ), Sẽ Hơn Bao Giờ Hết (Trúc Hồ), Tình Yêu (Trúc Hồ), Anh Là Tia Nắng, Trong Em (Trúc Sinh, Lê Đức Long) - Ánh Minh, Nini, Vina
18. MC Trịnh Hội, Lệ Thu & Video Clip: Nhạc Sĩ Y Vân
19. Buồn (Y Vân) - Kim Anh
20. MC Nam Lộc & Special Guest: Trần Thăng
21. Mưa trên biển vắng (LV: Nhật Ngân) - Lâm Thúy Vân, Ngọc Lan (sử dụng hình ảnh Ngọc Lan)
22. MC Trịnh Hội & Video Clip
23. LK Nhạc Nước Ngoài - Trish
24. MC Nam Lộc & Special Guest: Văn Chung
25. Hài kịch: Đanh Đá Cá Cầy - Quang Minh, Hồng Đào
26. MC Việt Dzũng & Special Guest: Nhà Văn Phan Nhật Nam
27. Lá Diêu Bông (Trần Tiến, Hoàng Cầm) - Thanh Tuyền
28. MC Nam Lộc, Thảo My & Video Clip
29. Đừng Xa Em Đêm Nay (Đức Huy) - Thảo My, Y Phụng
30. MC Nam Lộc, Việt Dzũng & Video Clip
31. Trả Nợ Tình Xa (Tuấn Khanh) - Mai Lệ Huyền, Y Phương
32. MC Việt Dzũng, Trịnh Hội & Y Phụng
33. LK Chuyện Hợp Tan (Quốc Dũng), Chuyện Ba Người (Quốc Dũng) - Ngọc Huyền, Đặng Thế Luân
34. MC Trịnh Hội, Thiên Kim & Video Clip
35. Trái Tim Không Ngủ Yên (Thanh Tùng) - Dalena, Henry Chúc
36. MC Việt Dzũng & Video Clip
37. Tình Đời (Cardin) - Cardin
38. MC Việt Dzũng
39. Rong Rêu (Nguyễn Tâm) - Nguyên Khang
40. MC Nam Lộc, Ngọc Lễ, Phương Thảo & Video Clip
41. Xe Đạp Ơi (Ngọc Lễ) - Phương Thảo, Ngọc Lễ, Thùy Hương
42. MC Nam Lộc & Video Clip
43. Cái Cò (Nguyệt Ánh) - Băng Tâm
44. MC Việt Dzũng, Diệu Hương & Video Clip
45. Nói Với Tôi Một Lời (Diệu Hương) - Lâm Nhật Tiến, Diệu Hương
46. MC Nam Lộc, Việt Dzũng
47. Con Đường Việt Nam (Anh Bằng, Trúc Hồ) - Hợp ca

### Asia 50
Asia 50 là chương trình đại nhạc hội thu hình trực tiếp chủ đề Nhật Trường - Trần Thiện Thanh: Tình yêu, cuộc đời và sự nghiệp, được tổ chức tại La Mirada Theatre for the Performing Arts, California vào ngày 18 tháng 2 năm 2006. Những người dẫn chương trình là Nam Lộc, Việt Dzũng, Trịnh Hội và Thiên Kim. Chương trình có nội dung vinh danh nhạc sĩ Trần Thiện Thanh (hay trong vai trò ca hát thì có nghệ danh là Nhật Trường) sau khi ông qua đời vào năm 2005. Chương trình có mời rất nhiều giọng ca nổi tiếng tại miền nam Việt Nam trước năm 1975 để tham gia tiết mục ca nhạc cùng các ca sĩ trẻ của trung tâm và kể lại những kỷ niệm đáng nhớ giữa họ và Trần Thiện Thanh: Minh Hiếu, Thanh Lan, Thanh Tuyền, Phương Dung, Trúc Mai, Trung Chỉnh, Ngọc Minh, Chế Linh, Mai Lệ Huyền, Hoàng Oanh, Thanh Thúy. Về mặt thương mại, bộ DVD Asia 50 được cho là có doanh số cao.
1. Anh không chết đâu anh - Thanh Lan
2. MC Nam Lộc & Trúc Mai
3. Hàn Mạc Tử - Thanh Thúy, Y Phụng
4. MC Trịnh Hội & Thiên Kim
5. Biển mặn - Nhật Trường, Đặng Thế Luân
6. MC Việt Dzũng & Anh Khoa
7. Lâu đài tình ái - Anh Khoa, Dalena
8. MC Nam Lộc & Mai Lệ Huyền
9. Tình thư của lính - Trish, Asia 4
10. MC Việt Dzũng & Chế Linh
11. Liên khúc: Tâm sự người lính trẻ & Rừng lá thấp - Phương Vũ, Chế Linh
12. MC Nam Lộc & Thanh Lan
13. Khi người yêu tôi khóc - Nguyên Khang & Ngọc Hạ
14. MC Việt Dzũng
15. Chiều trên phá Tam Giang (thơ Tô Thùy Yên) - Lê Uyên, Thiên Kim
16. MC Trịnh Hội
17. Bảy ngày đợi mong - Trúc Mai, Y Phương
18. MC Thiên Kim & Nam Lộc
19. Chuyện tình Mộng Thường - Thanh Tuyền & Thanh Toàn (con trai Trần Thiện Thanh)
20. MC Việt Dzũng & Trung Chỉnh
21. Tình đầu tình cuối - Don Hồ
22. MC Trịnh Hội & Thiên Kim
23. Hài kịch - Quang Minh, Hồng Đào & Tố Loan
24. MC Nam Lộc & Minh Hiếu
25. Liên khúc: Không bao giờ ngăn cách & Mùa đông của anh - Kim Anh & Tuấn Vũ
26. MC Việt Dzũng
27. Hoa biển (Anh Thy) - Khải Tuấn & Dạ Nhật Yến
28. MC Nam Lộc & Thanh Tuyền
29. Chuyến đi về sáng (Mạnh Phát & Trần Thiện Thanh) - Trung Chỉnh & Hoàng Oanh
30. MC Việt Dzũng & Thanh Thúy
31. Tuyết trắng - Sĩ Phú, Philip Huy
32. MC Nam Lộc & Ngọc Minh
33. Người yêu của lính - Ngọc Minh, Doanh Doanh
34. MC Việt Dzũng & Phương Dung
35. Liên khúc: Tạ từ trong đêm & Từ đó em buồn - Phương Dung, Băng Tâm
36. MC Nam Lộc & Phan Nhật Nam
37. Người ở lại Charlie - Lâm Thúy Vân & Lâm Nhật Tiến
38. MC Trịnh Hội & Thiên Kim
39. Góa phụ ngây thơ - Diễm Liên & Minh Thông
40. MC Trịnh Hội & Thiên Kim
41. Chiếc áo bà ba - Ngọc Huyền
42. MC Việt Dzũng & Nam Lộc
43. Tình có như không - Mai Lệ Huyền & Ánh Minh
44. MC Nam Lộc & Mỹ Lan
45. Liên khúc: Chuyện hẹn hò & Hoa trinh nữ - Mạnh Đình, Châu Tuấn
46. MC Nam Lộc & Y Phụng
47. Cho anh xin số nhà - Cardin & Thùy Hương
48. MC Nam Lộc & Việt Dzũng
49. Anh không chết đâu anh - Hợp ca

## 2005

### Asia 49
Asia 49 với chủ đề: Âm nhạc Vòng Quanh Thế giới 2 - Những Bài Hát Hay Nhất Thế Kỷ được thu hình tại San Jose Center for the Performing Arts vào ngày 26 tháng 11 năm 2005 và phát hành vào ngày 22 tháng 12 năm 2005. MC chương trình: Nam Lộc, Việt Dzũng, Đặng Tuyết Mai. Chương trình có sự xuất hiện lần đầu tiên của nữ ca sĩ Ngọc Hạ.
1. Ai Về Sông Tương (Thông Đạt) - Anh Khoa
2. MC Nam Lộc & Đặng Tuyết Mai
3. Hỡi Bạn (LV: Khải Tuấn) - Châu Tuấn, Khải Tuấn, Minh Thông
4. MC Asia 4
5. Nàng Trung Hoa - Ánh Minh
6. MC Việt Dzũng
7. Chuyện Tình (LV: Lâm Phi Vân) - Lâm Nhật Tiến
8. MC Nam Lộc
9. Tiếng Xưa (Dương Thiệu Tước) - Thanh Thúy
10. MC Việt Dzũng
11. Nói Sao Cho Em Hiểu (LV: Vũ Xuân Hùng) - Don Hồ
12. MC Việt Dzũng & Trịnh Hội
13. Voulez Vous - Dạ Nhật Yến, Chosen
14. MC Đặng Tuyết Mai & Anh Khoa
15. LK Trăng Tàn Trên Hè Phố (Phạm Thế Mỹ), Những Ngày Xưa Thân Ái (Phạm Thế Mỹ) - Băng Tâm, Đặng Thế Luân
16. MC Trish & Don Hồ
17. Can't Take My Eyes Off You - Cardin
18. MC Việt Dzũng
19. Yêu Một Mình (Trịnh Lâm Ngân) - Y Phụng
20. MC Nam Lộc & Đặng Tuyết Mai
21. Cuộc Đời Hồng (LV: Diệu Hương) - Y Phương
22. MC Việt Dzũng & Thiên Kim
23. Tân cổ: Lan Và Điệp (Mạc Phong Linh, Mai Thiết Lĩnh) - Ngọc Huyền, Phượng Vũ
24. MC Châu Tuấn, Khải Tuấn, Minh Thông
25. Pretty Woman - Asia 4
26. MC Nam Lộc
27. Mắt Lệ Cho Người (Từ Công Phụng) - Lệ Thu, Từ Công Phụng
28. MC Việt Dzũng & Dạ Nhật Yến
29. Nỗi Đau Dịu Dàng (LV: Vũ Xuân Hùng) - Thùy Hương
30. MC Nam Lộc
31. Hài kịch: Tình Yêu - Quang Minh, Hồng Đào, Tracy, Trung Tín
32. MC Việt Dzũng & Kim Anh
33. Bến Thượng Hải (LV: Nhật Ngân) - Doanh Doanh
34. MC Nam Lộc & Đặng Tuyết Mai
35. Thiên Đường Tình Yêu (LV: Diệu Hương) - Trâm Anh, Sỹ Đan, Hoài Trân
36. MC Đặng Tuyết Mai
37. Bướm Trắng (Anh Bằng, Nguyễn Bính) - Tuấn Vũ
38. MC Việt Dzũng & Trịnh Hội
39. LK Người Tình Mùa Đông (LV: Anh Bằng), Hãy Sống Cho Tuổi Trẻ (LV: Anh Bằng) - Thiên Kim, Kim Anh
40. MC Cardin & Thùy Hương
41. Joe Le Taxi (Nhạc: Franck Langolff & Lời: Étienne Roda-Gil) - Trish
42. MC Nam Lộc & Ngọc Huyền
43. Hà Tiên (Lê Dinh) - Thanh Tuyền
44. MC Nam Lộc & Nguyên Khang
45. Dòng Đời (LV: Nam Lộc) - Nguyên Khang
46. MC Đặng Tuyết Mai & Việt Dzũng
47. Như Lá Thu Vàng (LV: Nguyễn Quốc Trí) - Ngọc Hạ

### Asia 48
Asia 48 với chủ đề: 75 năm âm nhạc Việt Nam được thu hình tại Hobby Center for the Performing Arts, Houston, Texas vào ngày 19 và 20 tháng 8 năm 2005 và phát hành vào tháng 10 năm 2005. Chương trình có các khách mời: Thành Được, Kim Loan, Châu Hà, Thanh Thúy, Từ Công Phụng. MC chương trình: Nam Lộc, Việt Dzũng, Leyna Nguyễn. Chương trình có sự xuất hiện lần đầu tiên của nam ca sĩ Đặng Thế Luân.
1. Thiên Thai (Văn Cao) - Lâm Nhật Tiến
2. Đêm Đông (Nguyễn Văn Thương, Kim Minh) - Diễm Liên, Lệ Thu
3. Giọt Mưa Thu (Đặng Thế Phong, Bùi Công Kỳ) - Ánh Minh, Thùy Hương
4. Đường Về Miền Bắc (Đoàn Chuẩn, Từ Linh) - Nguyên Khang, Vũ Tuấn Đức
5. LK Người Đi Qua Đời Tôi (Phạm Đình Chương, Trần Dạ Từ), Nửa Hồn Thương Đau (Phạm Đình Chương, Thanh Tâm Tuyền) - Y Phương, Minh Thông
6. Nắng Chiều (Lê Trọng Nguyễn) - Kim Anh, Doanh Doanh
7. Chiều Mưa Biên Giới, Sắc hoa màu nhớ (Nguyễn Văn Đông) - Thanh Tuyền, Ngọc Huyền
8. Xin Anh Giữ Trọn Tình Quê (Duy Khánh) - Đặng Thế Luân
9. Không (Nguyễn Ánh 9) - Mai Lệ Huyền, Shayla
10. LK Gõ Cửa (Mạnh Quỳnh), Căn Nhà Ngoại Ô (Anh Bằng, T.H) - Mạnh Đình, Băng Tâm
11. Hài kịch: Hai Thế Hệ Ca Sĩ - Quang Minh, Hồng Đào, Mai Thế Hiệp, Jonathan Phan, Cecilia Nguyễn
12. LK Tàu đêm năm cũ (Trúc Phương), Đò Chiều (Trúc Phương) - Tuấn Vũ, Sơn Tuyền
13. Mây Lang Thang (LV: Nam Lộc) - Kiều Nga, Trish
14. Tình nhớ (Trịnh Công Sơn) - Thiên Kim
15. Và Tôi Cũng Yêu Em (Đức Huy) - Evan, Spencer, James, Aaron, Chosen
16. Dạ Cổ Hoài Lang (Cao Văn Lầu) - Ngọc Huyền
17. Bài 20 (Trúc Sinh, Đặng Hiền) - Châu Tuấn, Khải Tuấn, Minh Thông
18. Tình Yêu Và Trái Đắng (Sỹ Đan) - Sỹ Đan, Cardin
19. LK Vì Đó Là Em (Diệu Hương), Chỉ Có Một Thời (Diệu Hương) - Don Hồ, Diệu Hương
20. Mưa Ngâu (Thanh Tùng) - Thanh Lan, Dạ Nhật Yến
21. Gọi Giấc Mơ Xưa (Lê Hoàng Long) - Anh Khoa, Gia Huy

### Asia 47
Asia 47 với chủ đề Mùa hè rực rỡ 2005 - Hội ngộ Hoa hậu Việt Nam toàn cầu kỳ 3, được tổ chức tại Long Beach Convention Center vào ngày 22 và 23 tháng 7 năm 2005. MC chương trình: Việt Dzũng, Bảo Châu, Trịnh Hội. Chương trình có sự xuất hiện lần đầu tiên của nữ ca sĩ Băng Tâm.
1. Mùa Hè Tình Yêu - Dạ Nhật Yến
2. Chỉ Có Riêng Em - Khải Tuấn, Châu Tuấn, Minh Thông
3. I'll Be Okay - Thùy Hương
4. Chẳng Khác Gì Nhau - Nguyên Khang
5. Muộn Màng - Thiên Kim
6. Anh Vẫn Đợi Em - Lâm Nhật Tiến
7. Hoàng Châu Cách Cách - Doanh Doanh
8. Hạ Buồn - Thanh Tuyền
9. The Break - An, Evan, Spencer, James, Chosen
10. Rượu Buồn - Y Phương
11. Tia Nắng - Cardin
12. Người Chết Trở Về - Philip Huy, Thanh Trúc
13. In My Fantasy - Trish
14. Lỡ Hẹn - Tường Nguyên
15. I Am In Love - Shayla
16. Nhớ Người Yêu - Tuấn Vũ
17. Gánh Hát Rong - Ngọc Huyền
18. Take Control - Ánh Minh
19. Truyện Kiều - Mạnh Đình, Băng Tâm
20. Sợi Tóc - Diễm Liên
21. Biển Sóng Tình Em - Don Hồ

### Asia 46
Asia 46 với chủ đề: In Washington D.C. - Hành Trình 30 Năm - A Vietnamese Legacy được thu hình tại National Theater, Washington DC phát hành vào ngày 24 tháng 4 năm 2005. MC chương trình: Nam Lộc, Việt Dzũng, Trịnh Hội và khoa học gia Dương Nguyệt Ánh. Cuốn cuối cùng có sự xuất hiện của nam ca sĩ Trường Vũ sau 7 năm cộng tác với Trung tâm Asia.
1. Hành Trình 30 Năm (Trúc Hồ) - Thiên Kim, Diễm Liên, Y Phương, Minh Thông, Khải Tuấn, Nguyên Khang
2. Quê Hương Bỏ Lại (Tô Huyền Vân) - Ngọc Huyền
3. LK Cõi Buồn (Anh Bằng), Căn Gác Lưu Đày (Anh Bằng) - Minh Thông, Khải Tuấn, Châu Tuấn
4. LK Lại Gần Hôn Em, Đợi chờ - Y Phương, Thanh Trúc
5. LK Chuyện Buồn Ngày Xuân (Lam Phương), Chắp Tay Nguyện Cầu (Lam Phương) - Thanh Tuyền, Thanh Thúy
6. LK Anh hùng xạ điêu, Lộc đỉnh ký - Mạnh Đình, Doanh Doanh
7. In The Middle Of Nowhere (Trish Thùy Trang) - Trish Thùy Trang
8. Một Mai (Trúc Hồ) - Lâm Nhật Tiến
9. LK New Wave - Shayla, Philip Huy
10. LK Mười Năm Yêu Em (Trầm Tử Thiêng), Tưởng niệm (Trầm Tử Thiêng) - Don Hồ
11. Gởi Người Chiến Tuyến (Nhật Lệ) - Dạ Nhật Yến
12. LK Kỳ Diệu (Anh Bằng, Nguyên Sa), Anh Còn Nợ Em (Anh Bằng, Phan Thành Tài) - Nguyên Khang, Diễm Liên
13. 20 Năm (Phan Văn Hưng) - Phan Văn Hưng
14. Mưa Ngoại Ô (Anh Bằng) - Trường Vũ
15. Kịch: Ba Thế Hệ (Quang Minh, Hồng Đào) - Quang Minh, Hồng Đào, Jonathan Phan
16. No Part Of You (Ánh Minh, Thùy Hương) - Ánh Minh, Thùy Hương
17. Biển Và Em (Ngô Thụy Miên) - Thiên Kim
18. LK Người Yêu Cô Đơn 1, 2 (Đài Phương Trang) - Tuấn Vũ, Sơn Tuyền
19. Do You Want It (Asia 4) - An, Evan, Spencer, James
20. Một Cõi Vô Vọng (Trúc Hồ) - Lâm Nhật Tiến, Nguyên Khang
21. Sẽ Mãi Mãi (Cardin) - Cardin
22. LK Hướng về Hà Nội (Hoàng Dương), Thương Về Miền Trung (Duy Khánh), Đêm Nhớ Về Sài Gòn (Trầm Tử Thiêng), Giấc Mơ Hồi Hương (Vũ Thành) - Lệ Thu, Thanh Thúy

## 2004

### Asia 45
Asia 45 với chủ đề Mỹ nhân ngư - Viễn du thế giới, thu hình tại Toronto, Canada và phát hành năm 2004. MC chương trình: Việt Dzũng, Thanh Xuân, Trịnh Hội. Chương trình có sự trở lại của Don Hồ sau 13 năm cộng tác với Trung tâm Thúy Nga.
1. Biển Xanh - Trish
2. Lãng du - Quốc Hùng, Hồ Ngọc Như
3. Ôi Mùa Đông - Philip Huy, Y Phương
4. Tuyết Rơi - Khải Tuấn, Minh Thông, Kỳ Anh
5. Tia Nắng Dưới Mưa - Shayla
6. Phận Gái Thuyền Quyên - Trường Vũ, Ngọc Huyền
7. Viễn Du Mùa Xuân - Thái Doanh Doanh
8. Đêm Vui - Diệp Thanh Thanh, Phi Vân, Minh Châu
9. LK Em Là Tất Cả, Hai Vì sao Lạc - Tuấn Vũ, Thanh Tuyền
10. Lý Cây Trúc - Mạnh Đình, Hà Phương
11. Giờ Đã Không Còn Nữa - Don Hồ, Lâm Thúy Vân
12. Kịch: Tình Mùa Đông - Quang Minh, Hồng Đào
13. Lời Thú Tội - Nguyên Khang
14. Ngỡ Như Tình Đã Quên - Thiên Kim
15. Hoài Yêu - Dạ Nhật Yến
16. Cải lương Hồ Quảng: Lưu Kim Đính - Ngọc Huyền, Mai Thế Hiệp
17. Ước Hẹn - Thanh Trúc
18. LK Boney M - Cardin, Ánh Minh, Thùy Hương
19. Lời Khúc Cho Mùa Xuân - Hợp Ca

### Asia 44
Asia 44 với chủ đề Mùa hè rực rỡ 2004, thu hình tại Kodak Theater và phát hình năm 2004. MC chương trình: Việt Dzũng, Nam Lộc
1. Con Rồng Cháu Tiên (Việt Dzũng, Trúc Hồ) - Gia Huy, Dạ Nhật Yến
2. Dấu Chân Của Biển - Lâm Nhật Tiến, Y Phương
3. Without A Trace - Trish Thùy Trang
4. Liên khúc Giọt Lệ Đài Trang - Trường Vũ, Ngọc Huyền
5. Cánh Hồng Trung Quốc - Thái Doanh Doanh, Mạnh Đình
6. Tình Yêu Vụt Sáng - Minh Thông, Châu Tuấn, Khải Tuấn
7. Set Me Free - Thùy Hương, Ánh Minh
8. Ly Cafe Đầu Ngày - Hà Phương, Thanh Phương
9. Nàng Siêu Nhân - Cardin
10. Quen Nhau Một Lần - Hồ Ngọc Như, Tommy
11. Shake - Evan, James, An, Jovan
12. Liên khúc Áo dài - Lâm Nhật Tiến, Minh Thông, Châu Tuấn, Khải Tuấn, Nguyên Khang, Mạnh Đình, Gia Huy
13. Túp Lều Lý Tưởng - Shayla, Hoàng Nam
14. Quán Cafe Vắng - Quốc Hùng, Thiên Kim
15. Liên khúc Dấu Chân Kỷ Niệm - Tuấn Vũ, Sơn Tuyền, Thanh Tuyền
16. Những Điều Thật Lạ - Nguyên Khang
17. Hài kịch: Bước Nhảy Tình Yêu - Quang Minh, Hồng Đào, Kieu Khanh
18. Mùa Hè Lại Đến - Sỹ Đan, Vũ Tuấn Đức, Thanh Hà
19. Liên khúc Hành Trình Tìm Tự Do - Diễm Liên, Thanh Trúc, Philip Huy

### Asia 43
Asia 43 với chủ đề Tiếng Hát Trái Tim - Voice Of The Heart, thu hình tại Flint Center, Cupertino và phát hình năm 2004. Chương trình có sự xuất hiện lần đầu tiên của Ngọc Huyền và Leyna Nguyễn. MC chương trình: Việt Dzũng, Nam Lộc, Leyna Nguyễn
1. LK Trái Tim Ngục Tù (Đức Huy), Trái Tim Mùa Đông (Trúc Hồ), Trái Tim Lầm Lỡ (LV: Khúc Lan) - Quang Minh, Thanh Trúc, Thanh Hà, Thiên Kim, Diễm Liên
2. Hoang Vắng (Lương Bằng Vinh) - Hồ Ngọc Như, KTV
3. Without You (Ánh Minh) - Thùy Hương, Ánh Minh
4. Chợt Như Năm 18 (Quốc Dũng) - Gia Huy, Thanh Trúc
5. Hờn Anh Giận Em (Tuấn Lê) - Philip Huy, Doanh Doanh
6. LK Trái Tim Bên Lề (Khải Tuấn) - Minh Thông, Châu Tuấn, Khải Tuấn
7. Losing My Mind (Shayla, Micheal Rich) - Shayla
8. Đồi Thông Hai Mộ (Hồng Vân) - Trường Vũ
9. Đêm Buồn Như Thánh Ca (Nguyễn Trung Cang) - Dạ Nhật Yến
10. Mẹ Chồng Của Tôi (Ngọc Huyền) - Ngọc Huyền, Thanh Tuyền
11. No Turning Back (Kim Gummo, Trish Thùy Trang) - Trish Thùy Trang
12. Tình Thiên Lý (LV: Tuấn Dũng) - Tuấn Dũng, Trung Hành
13. Lý Quạ Kêu (Dân ca) - Hà Phương
14. Trăng Úa Sao Mờ (Vũ Tuấn Đức) - Thanh Hà
15. LK Ai Nói Với Em (Minh Kỳ, Huy Cường), Chiều Trên Phá Tam Giang (Trần Thiện Thanh, Tô Thụy Yên), Chân Trời Tím (Trần Thiện Thanh), Áo Anh Sứt Chỉ Đường Tà (Phạm Huy, Hữu Loan) - Lâm Nhật Tiến, Diễm Liên
16. Biển Vắng Em Chiều Nay (Lê Trần Hoàng) - Nguyên Khang
17. Kịch: Lắng Nghe Con Tim (Quang Minh, Hồng Đào) - Quang Minh, Hồng Đào
18. Con Đường Hẻm (Anh Bằng) - Mạnh Đình
19. Trái Tim Dại Khờ (Cardin, Đình Huấn) - Cardin
20. Dáng Xưa (Việt Dzũng, Trúc Hồ) - Thiên Kim
21. Tiếng Hát Trái Tim (Việt Dzũng, Trúc Hồ) - Hợp ca

### Asia 42
Asia 42 với chủ đề Âm nhạc vòng quanh thế giới, thu hình tại phim trường SCS (San Clarita) và phát hành năm 2004. MC chương trình: Việt Dzũng, Nam Lộc, Đặng Tuyết Mai
1. Sukiyaki -Ue wo Muite Arukou [I Look Up as I Walk]- (Nhạc Nhật Bản) - Trish Thùy Trang
2. Lời Nói Vu Vơ (Nhạc Pháp - LV: Diệu Hương) - Thanh Hà
3. Qua Cầu Gió Bay (Dân ca Việt Nam) - Hà Phương
4. Thú Đau Thương (Nhạc Ý - LV: Trường Kỳ) - Kenny Thái
5. Hãy Đến Bên Em (Nhạc Pháp) - Jaqueline Thụy Trâm
6. LK Chuyện Giàn Thiên Lý (Anh Bằng, Yên Thao), Chuyện Hoa Sim (Anh Bằng, Hữu Loan) - Trường Vũ
7. Cup Of Life - Philip Huy
8. Khi Xưa Ta Bé (Nhạc Pháp - LV: Phạm Duy) - Nguyên Khang, Diễm Liên
9. Triệu Đóa Hoa Hồng (Nhạc Nga) - Gia Huy
10. Tượng Đá Và Chút Suy Tư (Nhạc Pakistan - LV: Anh Bằng) - Lâm Thúy Vân
11. Tình Ca Alisan (Nhạc Trung Hoa) - Doanh Doanh
12. Dancing Queen (Nhạc Thụy Điển) - Ánh Minh, Thùy Hương
13. Trong Cuộc Tình Ân Hận (Trúc Hồ, Đặng Hiền) - Thiên Kim
14. Ôi Tình Yêu (Nhạc Thái Lan) - Hồ Ngọc Như
15. Kịch: Tôi Viết Hài kịch - Quang Minh, Hồng Đào, Mỹ Trinh, Cindy, Bé Tin
16. La Bamba (Nhạc Mexico) - Hoàng Nam
17. Tạ Từ Trong Đêm (Trần Thiện Thanh) - Thanh Tuyền
18. Tango Mộng Mơ (Nhạc Argentina - LV: Việt Dzũng, Dạ Nhật Yến) - Dạ Nhật Yến
19. Người Yêu Nếu Ra Đi (Nhạc Pháp) - Lâm Nhật Tiến
20. Tình Đến Rồi Đi (Nhạc Bỉ - LV: Phạm Duy) - Thanh Trúc
21. Chuyến Tàu Hoàng Hôn (Minh Kỳ) - Mạnh Đình
22. LK Modern Taking (Nhạc Đức) - Cardin

## 2003

### Asia 41
Asia 41 với chủ đề Mùa hè rực rỡ 2003, Đây là chương trình song ca đầu tiên được thu hình tại Long Beach Convention Center, thu hình ngày 16 tháng 8 năm 2003 và phát hành cùng năm. MC chương trình: Việt Dzũng, Nam Lộc, Đặng Tuyết Mai, Orchid Lâm Quỳnh, Thụy Trinh, Châu Đình An.  Chương trình có sự xuất hiện lần đầu tiên của nam ca sĩ Nguyên Khang.
1. Mùa Hè Rực Rỡ (Việt Dzũng, Jason Lâm) - Thanh Trúc, Gia Huy
2. Mai Tôi Đi (Anh Bằng, Nguyên Sa) - Nguyên Khang, Diễm Liên
3. LK Tình Yêu - Thiên Kim, Hồ Ngọc Như, Johnny Dũng
4. Đò Dọc (Trầm Tử Thiêng) - Thanh Tuyền, Sơn Tuyền
5. The Chase (Trish, Cardin) - Trish Thùy Trang, Cardin Nguyễn
6. Một Cuộc Tình lỡ (Quốc Hùng) - Phương Nghi, Quốc Hùng
7. Mùa Hè Vô Tận (LV: Thanh Lan) - Hoàng Nam, Doanh Doanh
8. Hái Hoa Rừng Cho Em (Trương Hoàng Xuân) - Thiên Trang, Chế Linh
9. Lang Thang Dưới Mưa (Nhật Đăng Huy) - Dạ Nhật Yến, Philip Huy
10. Trái Tim Phục Sinh (Trúc Hồ, Trần Anh Tú) - Thanh Hà, Lâm Nhật Tiến
11. LK Đồng Xanh (LV: Lê Hựu Hà), Dona Dona (LV: Tuấn Dũng) - Trung Hành, Tuấn Dũng
12. Cải lương: Hoa Mộc Lan (Ngọc Huyền Lan) - Hà Phương, Phượng Liên, Văn Chung, Đoàn Thy, Quốc Tuấn
13. Người Về Từ Lòng Đất (Quốc Dũng) - Sỹ Đan, Vũ Tuấn Đức
14. Những Ngày Tháng Không Tên (Trang Thanh Trúc) - Thiên Kim, Kenny Thái
15. LK Tình Ca Người Đi Biển (Trường Hải), Gặp nhau Trên Phố (Trịnh Lâm Ngân), Lính Mà Em (Anh Thy) - Diệp Thanh Thanh, Mạnh Đình
16. Hài Kịch: Hội Ngộ Hoa Hậu - Quang Minh & 15 Thí Sinh Hoa Hậu Áo Dài Long Beach
17. All Was Lost (Lời: Thụy Trâm, Trish) - Jacqueline Thụy Trâm, Evan Vũ Lê
18. Đêm Nhớ Trăng Sài Gòn (Phạm Đình Chương) - Lê Uyên, Đinh Ngọc
19. Baby I Would (Sỹ Đan, Purity) - Ánh Minh, Thùy Hương
20. Anh Hùng Tư Khí Hùng Bất Tử - Nhật Trường, Mỹ Lan, Hạ Lan, Như Mai
21. Mong Một Niềm Vui (Vũ Tuấn Đức) - Hợp ca

### Asia 40
Asia 40 với chủ đề Tác giả tác phẩm 3, thu hình tại Toronto, Canada và phát hình năm 2003. MC chương trình: Việt Dzũng, Nam Lộc, Đặng Tuyết Mai, Orchid Lâm Quỳnh, Thụy Trinh. Chương trình có sự xuất hiện lần đầu tiên của Thanh Hà, Diễm Liên, Ánh Minh, Thùy Hương.
1. Ô Mê Ly (Văn Phụng) - Hoàng Nam, Diệp Thanh Thanh
2. LK Thành Phố Buồn, Nghẹn Ngào, Tình Chết Theo Mùa Đông, Tình Bơ Vơ (Lam Phương) - Trường Vũ, Thanh Trúc
3. Thơ Ngây (Jason Lâm, Lê Đức Long) - Dạ Nhật Yến
4. Bài không tên số 5 (Vũ Thành An) - Phương Nghi
5. Có Nhớ Đêm Nào (Khánh Băng) - Shayla
6. Gửi Người Dưới Mộ (Việt Dzũng, Đinh Hùng) - Gia Huy
7. Hoa Nở Về Đêm (Mạnh Phát) - Thanh Tuyền
8. Mầu Nhiệm Tình Yêu (Lê Xuân Trường) - Philip Huy
9. Cõi Tình Phai (Ngô Thụy Miên) - Thanh Hà
10. It's Your Girlfriend (Cardin) - Cardin, Evan, Spencer, James
11. Stay A While (Trish) - Trish Thùy Trang
12. Trái Tim Ăn Năn (Lê Trần Hoàng) - Thiên Kim
13. LK Lối Về Đất Mẹ, Trường Cũ Tình Xưa, Xin Anh Giữ Trọn Tình Quê (Duy Khánh) - Chế Linh, Phương Hồng Quế
14. Tình Đầu (Sĩ Đan) - Ánh Minh, Thùy Hương
15. Buồn Ơi Chào Mi (Nguyễn Ánh 9) - Đinh Ngọc
16. Hài kịch: Tác Giả Tác Dzỏm (Nguyễn Dương) - Nguyễn Dương, Thu Tuyết
17. LK Hoàng Thi Thơ - Mạnh Đình, Hà Phương
18. Gọi Anh Mùa Xuân (Anh Bằng - Trần Mộng Tú) - Diễm Liên
19. Lie To Me (Trish, Thụy Trâm) - Thụy Trâm
20. Khúc Mưa Buồn (Trúc Hồ, Anh Bằng) - Lâm Nhật Tiến, Hồ Ngọc Như
21. Tiếng Dân Chài (Phạm Đình Chương) - Johnny Dũng, Mạnh Đình, Hà Phương, Diệp Thanh Thanh
22. Bài Ca Tuổi Trẻ (Phan Văn Hưng) - Phan Văn Hưng, Ca đoàn tổng hội sinh viên

### Asia 39
Asia 39 với chủ đề Tìm lại mùa xuân, thu hình và phát hình năm 2003. Đây là chương trình đầu tiên phát hành dưới hai dạng DVD và VHS video. Chương trình có sự xuất hiện lần đầu tiên của Hà Phương. MC chương trình: Việt Dzũng, Orchid Lâm Quỳnh, Thụy Trinh, Đỗ Tân Khoa
1. Kịch: Gia đình Táo Quân (Nguyễn Dương) - Nguyễn Dương, Thu Tuyết, Mạnh Đình, Khả Tú, Hoàng Đạo
2. Đón Xuân (Phạm Đình Chương) - Dạ Nhật Yến
3. Khúc Nhạc Mừng Xuân (Nhật Bằng) - Trish Thùy Trang
4. Mùa Xuân Đầu Tiên (Tuấn Khanh) - Đinh Ngọc, Thanh Trúc
5. Gái Xuân (Từ Vũ, Nguyễn Bính) - Hà Phương
6. Vọng cổ: Ông Đồ (Anh Bằng, Vũ Đình Liên) - Xuân Mỹ, Tuấn Hùng
7. Phiên Gác Đêm Xuân (Nguyễn Văn Đông) - Bảo Tuấn
8. Xuân Miền Nam (Văn Phụng, Tuấn Nghĩa) - Hà Phương, Diệp Thanh Thanh
9. Anh Cho Em Mùa Xuân (Nguyễn Hiền, Kim Tuấn) - Lâm Thúy Vân
10. Đón xuân này nhớ xuân xưa (Châu Kỳ) - Thanh Tuyền
11. Em Đến Thăm Anh Đêm 30 (Vũ Thành An, Nguyễn Đình Toàn) - Lâm Nhật Tiến
12. Đồn Vắng Chiều Xuân (Trần Thiên Thanh) - Johnny Dũng
13. Xuân Họp Mặt (Văn Phụng) - Trish Thùy Trang, Jacqueline Thụy Trâm, Dạ Nhật Yến
14. Câu Chuyện Đầu Năm (Hoài An) - Hoàng Oanh
15. Ca Khúc Mừng Xuân (Văn Phụng) - Thanh Trúc, Shayla, Phillip Huy
16. Thiên Duyên Tiền Định (Lê Kim Khánh) - Shayla, Phillip Huy
17. Kịch: Kiêng Cữ (Giao Duyên, Tú Hà) - Túy Hồng, Xuân Phát, Tuấn Châu, Lê Huỳnh, Vivian Đỗ
18. Đầu Xuân Lính Chúc (Tấn An, Hoài Linh) - Hoàng Nam
19. Cảm ơn (Ngân Khánh) - Trường Vũ
20. Cỗ Bài Tam Cúc (Anh Bằng, Hồ Dzếnh) - Mạnh Đình, Diệp Thanh Thanh
21. Anh Đã Thấy Mùa Xuân Chưa (Quốc Dũng) - Thiên Kim
22. Thư Xuân Hải Ngoại (Trầm Tử Thiêng) - Gia Huy (MV)
23. Tôi Đi Tìm Lại Một Mùa Xuân (Đoàn Nguyên) - Lệ Thu
24. Ly Rượu Mừng (Phạm Đình Chương) - Hợp ca

## 2002

### Asia 38
Asia 38 với chủ đề Tạ ơn cha mẹ, thu hình và phát hành năm 2002. MC chương trình: Diệu Quyên, Việt Dzũng. Cuốn cuối cùng có sự xuất hiện của nam ca sĩ Lê Tâm sau 6 năm cộng tác với Trung tâm Asia.
1. Tạ Ơn Cha Mẹ (Anh Bằng) - Hợp ca
2. Con Đương Việt Nam (Anh Bằng, Trúc Hồ) - Lâm Nhật Tiến
3. Mẹ Hiền Yêu Dấu (LV: Thanh Lan) - Dạ Nhật Yến, Bế Vanna Hoàng Yến
4. Tía Em Má Em (Văn Lương) - Mạnh Đình, Diệp Thanh Thanh
5. Mẹ Là Phật (Trọng Nghĩa, Thanh Trí Cao) - Gia Huy (MV)
6. Cha Yêu (Quốc Vượng) - Lâm Thúy Vân
7. Lời Hứa Cuối Cùng - Cardin, Evan, Spencer, James
8. Mẹ Việt Nam Ơi! Chúng Con Vẫn Còn Đây (Hoàng Phong Linh) - Lê Uyên, Thanh Lan
9. Nó - Bảo Tuấn
10. LK Lời Mẹ Nhắn Nhủ (Huyền Linh), Dâng Mẹ (Hoài Đức) - Thanh Trúc, Lê Tâm
11. Lời Cha (Dzoãn Bình, Nguyễn Hồ) - Hoàng Nam
12. Mama - Shayla
13. Papa (LV: Mỹ Huyền) - Philip Huy
14. Lòng mẹ (Y Vân) - Hoàng Oanh
15. Kịch: Mẹ Và Con - Túy Hồng, Anh Dũng, Hoàng Cẩm
16. Bà Mẹ Quê (Phạm Duy) - Jacqueline Thuy Trâm
17. Người Cha (Lê Đức Long) - Thiên Kim
18. Công Ơn Cha Mẹ (Hội Cổ nhạc Việt Nam hải ngoại) - Tấn Thanh, Xuân Mỹ
19. My Destiny - Trish Thùy Trang
20. Thư Xuân Ba Viết Cho Con - Trường Vũ
21. Tám Điệp Khúc (Anh Việt Thu) - Thanh Tuyền
22. Cho Tôi Trở Về - Lê Huy Phong, Lê Huy Phát
23. Mẹ Tôi (Nhị Hà) - Johnny Dũng
24. Suối Nguồn - Phương Nghi
25. Chúc Mừng Tuổi Mẹ (Lê Đức Long) - Đinh Ngọc
26. Ơn nghĩa sinh thành (Dương Thiệu Tước) - Hợp ca thiếu nhi

### Asia 37
Asia 37 với chủ đề Sau bức màn nhung, thu hình tại Meridian Arts Centre Toronto và phát hành năm 2002. MC chương trình: Việt Dzũng, Lê Xuân Trường, Thụy Trinh, Orchid Lâm Quỳnh
1. Ai Đưa Em Về (Nguyễn Ánh 9) - Hoàng Nam, Gia Huy, Philip Huy, Johnny Dũng
2. Cõi Nhớ (Sông Trà) - Trường Vũ
3. It's All Good - Shayla
4. Kẻ Đi Tìm Mộng (thơ: Tô Nhược Châu, nhạc: Hữu Xuân) - Gia Huy
5. Với Anh Đêm Nay (Sỹ Đan) - Dạ Nhật Yến
6. Thương Hận (Tú Nhi, Hồ Đình Phương) - Chế Linh
7. Kịch: Kẻ Không Nhà (Ban Kịch Sống Túy Hồng) - Túy Hồng, Văn Chung, Chí Tài
8. Trái Tim Nghiệt Ngã (LV: Khúc Lan) - Philip Huy
9. Như Anh Cần Em (Trúc Hồ) - Lâm Nhật Tiến
10. Sending You My Love (Lê Huy Phong, Lê Huy Phát) - Lê Huy Phong, Lê Huy Phát, Pauline Trúc, Đặng Ngọc Diễm
11. Tân Cổ Giao Duyên: Phận Tơ Tằm (Minh Kỳ, Hồ Tịnh Tâm, Viễn Châu) - Thanh Tuyền
12. Nỗi Sầu (LV: Julie Quang) - Thanh Trúc
13. Hoang Vu (Anh Minh) - Phương Nghi
14. Góc Phố Rêu Xanh (Nhật Trung) - Hoàng Nam
15. LK: Tình Yêu & Tuỏ̂i Trẻ - Duy Quang, Thanh Lan
16. Crossing Over (Trish Thùy Trang) - Trish Thùy Trang
17. Tóc Ngang Bờ Vai (Vũ Tuấn Đức) - Đinh Ngọc
18. Bẽ Bàng (Khánh Băng) - Diệp Thanh Thanh
19. Khi Tình Chưa Đến (Từ Quang) - Thiên Kim
20. Đêm Màu Trắng (Trúc Hồ, Sỹ Đan) - Sỹ Đan, Vũ Tuấn Đức
21. Nụ Tình Hồng (LV: Nhật Ngân) - Lê Tâm
22. Hài kịch: Người Và Ngựa - Nguyễn Dương, Thu Tuyết
23. Tình Cay Đắng (LV: Johnny Dũng) - Johnny Dũng
24. Chia Tay (Phạm Khải Tuấn) - Lâm Thúy Vân
25. Make Believe (Cardin) - Cardin Nguyễn, Evan Vu Le, Spencer Nguyen, James Nguyen

### Asia 36
Asia 36 với chủ đề Người lính - The Soldier, thu hình và phát hành năm 2002. Bản DVD được phát hành lại năm 2004. MC chương trình: Orchird Lâm Quỳnh, Việt Dzũng. Cùng với trường quay với bối cảnh chiến tranh được thể hiện chân thực, chương trình còn có sự có mặt của các cựu lính QLVNCH: Đại tá Nguyễn Hoài Cát (Tham mưu trưởng Chiến đoàn 333 Biệt động quân), thiếu úy Nguyễn Văn Triệu (Tiểu đoàn 1 Nhảy dù), đại tá Nguyễn Thu Lương (Lữ đoàn trưởng Lữ đoàn 2 Nhảy dù), trung sĩ nhất Lý Khải Bình (Thủy quân lục chiến), Thiếu tá Phạm Đình Khuông (Không quân), trung úy Phạm Minh Huyên (Sư đoàn 5 bộ binh), trung úy Đỗ Song Thu (Hải quân). Xen lẫn với các ca khúc là những đoạn phim tư liệu về những giai đoạn tiêu biểu của chiến tranh Việt Nam như Mậu Thân 1968, Mùa hè đỏ lửa 1972, Sự kiện 30 tháng 4 năm 1975 cùng những hình ảnh về các trại tù cải tạo sau năm 1975.
1. Gót Chinh Nhân (Anh Bằng) - Hoàng Nam
2. Biệt Kinh Kỳ (Minh Kỳ, Hoài Linh) - Mạnh Đình
3. Ba Tháng Quân Trường (Hoài Nam) - Trường Vũ
4. Trên Đầu Súng (Hà Thúc Sinh) - Philip Huy, Gia Huy, Lê Tâm
5. Biển Mặn (Trần Thiện Thanh) - Chế Phương
6. Quê Mẹ (Thu Hồ) - Johnny Dũng
7. Trên Bốn Vùng Chiến Thuật (Trúc Phương) - Chế Linh
8. Anh Đâu Em Đó (Y Vân) - Shayla
9. Nắng Đẹp Miền Nam (Lam Phương) - Thanh Tuyền
10. Đám Cưới Nhà Binh (Lê Dinh) - Philip Huy, Phương Nghi
11. Người Tình Và Quê Hương (Trịnh Lâm Ngân) - Diệp Thanh Thanh
12. Tà Áo Đêm Noel (Tuấn Lê) - Bảo Tuấn
13. Anh Về Thủ Đô (Y Vân) - Jacqueline Thụy Trâm
14. Nhớ Người Thương Binh (Y Vân) - Lê Uyên
15. Những Ngày Xưa Thân Ái (Phạm Thế Mỹ) - Thanh Trúc
16. Thương Anh (Y Vân) - Trish Thùy Trang
17. Chiều Trong Tù (Nguyễn Đình Toàn) - Lâm Nhật Tiến
18. Hành Ca Trên Nông Trường Oan Nghiệt (Trầm Tử Thiêng) - Gia Huy
19. Tù Qua Đèo Mang (Hà Thúc Sinh, Hoàng Phủ Cường) - Lâm Thúy Vân
20. Hai Hàng Cây So Đũa (Nguyên Huy, Trọng Minh) - Thanh Lan
21. Lưu Đày (Lê Minh Đảo) - Lê Tâm
22. Người Lính Già Xa Quê Hương (Nhật Ngân) - Duy Khánh
23. Tìm Anh (Hoàng Thi Thơ) - Dạ Nhật Yến
24. Chiến Sĩ Vô Danh (Phạm Duy) - Hợp ca
25. Bi hùng kịch: Người Không Nhận Tội (Hà Nhân, Đông Bình) - Túy Hồng, Hoàng Cầm, Mỹ Huyền, Anh Dũng, Nguyên Ngọc Chân, Lê Huỳnh, Kiều Linh, Việt Phong, Huỳnh Long Giang, Tim Nguyễn, Duy Phụng, Mỹ Dung, Kim Nghĩa, Đức Tín

## 2001

### Asia 35
Asia 35 với chủ đề Dạ vũ quốc tế 3, thu hình tại Montreal và phát hành năm 2001. MC chương trình: Orchird Lâm Quỳnh, Đức Huy, Thụy Trinh. Đây là chương trình có sự góp mặt lần đầu của nữ ca sĩ Thiên Kim.
1. Dừng Bước Giang Hồ (Hoàng Trọng) - Kiều Nga
2. Gặp nhau Làm Chi (Nguyễn Tâm) - Trường Vũ
3. Dance With Me - Jacqueline Thụy Trâm
4. Hôn Môi Xa (Trần Minh Phi) - Gia Huy
5. Giữa Hai Mùa Mưa Nắng (Trúc Hồ) - Lâm Nhật Tiến
6. I Turn To You - Shayla
7. Đêm (Trúc Hồ, Trầm Tử Thiêng) - Thiên Kim
8. Ngàn Thu Áo Tím (Vĩnh Phúc, Hoàng Trọng) - Ý Lan
9. Tango Tình Nhân (Lê Đức Long) - Đinh Ngọc
10. Does He Know - Trish Thùy Trang
11. Một Ngày Thật Buồn (Trúc Hồ, Anh Bằng) - Lâm Thúy Vân
12. Xa Nhau (Võ Văn Thức) - Diệp Thanh Thanh
13. Hãy Nhớ Mãi (Lê Tâm) - Lê Tâm
14. Vắng Bóng Người Yêu (LV: Phạm Duy) - Thanh Lan
15. Tìm Về Dấu Yêu (LV: Nhật Ngân) - Hoàng Nam
16. Kịch: Ghen - Túy Hồng, Quang Minh, Hồng Đào, Chí Tài
17. Có Em Không (Trúc Hồ) - Thanh Trúc
18. Why Lie To Me - Cardin, Evan, Spencer, James
19. Một Tình Yêu (Đức Huy) - Đức Huy
20. Mambo Italiano (Bob Merrill, Frankie Laine, William S. Fische) - Dạ Nhật Yến
21. Giả Dối (Nguyễn Thuận) - Phương Nghi
22. Mong Người Phương Xa (Thanh Nhàn) - Philip Huy
23. Still Can't Let You Go - Lê Huy Phong, Lê Huy Phát, Pauline Trúc, Đặng Ngọc Diễm
24. We'll Fly Again (Trúc Hồ, Việt Dzũng, Cardin) - Hợp Ca

### Asia 34
Asia 34 với chủ đề ASIA 20th Anniversary Celebration, thu hình tại Long Beach Convention Center và phát hành năm 2001. MC chương trình: Orchird Lâm Quỳnh, Việt Dzũng, Thụy Trinh, Nam Lộc
1. Hát Cho Tình Yêu (Trúc Hồ, Đức Huy) - Sỹ Đan, Vũ Tuấn Đức
2. Ngày Xưa Anh Nói (Thanh Tuyền) - Chế Linh, Thanh Tuyền
3. Dẫu Có Biết Trước (Trúc Hồ) - Lâm Nhật Tiến
4. Tell Me (Cardin) - Cardin, Evan, Spencer, James
5. Mưa Sài Gòn Còn Buồn Không Em (Nguyệt Ánh) - Nguyệt Ánh
6. Chuyện Người Con Gái Áo Sen (Anh Bằng) - Trường Vũ
7. Thằng Cuội (Lê Thương) - Mạnh Đình, Ái Vân
8. Đi Đâu Về Đâu (Thúc Sinh, Đặng Hiền) - Đinh Ngọc
9. Only Time Will Tell (Trish Thùy Trang) - Trish Thùy Trang
10. Giấc Mơ Hồi Hương (Vũ Thành) - Lệ Thu
11. Quên Đi (Trúc Hồ) - Philip Huy, Dạ Nhật Yến
12. Ngày Tháng Của Tình Yêu (Trúc Hồ) - Lâm Thúy Vân
13. Bài Ca Hạnh Ngộ (Lê Uyên Phương) - Lê Uyên, Mimi
14. Men say tình ái (LV: Nhật Ngân) - Lê Tâm, Jacqueline Thụy Trâm
15. Hướng về Hà Nội (Hoàng Dương) - Tuấn Ngọc
16. Con Gái Nhà Lành (Từ Duy) - Diệp Thanh Thanh
17. Hài kịch: Asia #1 Fan (Nguyễn Dương) - Nguyễn Dương, Thu Tuyết
18. Don't Go - Shayla
19. Khát Khao (Nguyễn Thuận) - Phương Nghi
20. Lời Người Mộng Du (Hoàng Trọng Thụy) - Hoàng Nam
21. LK Hòn Vọng Phu 1, 2, 3 (Lê Thương) - Hoàng Oanh, Thanh Lan, Duy Quang
22. LK Nếu Một Ngày (Khánh Băng), Thôi (Y Vân), Nào Biết Nào Hay (LV: Trường Kỳ), Yêu Nhau Đi (LV: Trường Kỳ), Người Tình Ngàn Dặm, Guantanamera - Ngọc Lan (dùng hình ảnh), Kiều Nga, Trung Hành
23. Tình Đẹp (Anh Bằng) - Gia Huy, Thanh Trúc
24. I Wanna See You Sweat (Lê Huy Phong, Lê Huy Phát) - Lê Huy Phong, Lê Huy Phát, Pauline Trúc, Đặng Ngọc Diễm
25. Từ Tiếng Hát Tiếp Nối (Trầm Tử Thiêng) - Hợp ca

### Asia 33
Asia 33 với chủ đề Nét đẹp Phương Đông, thu hình và phát hành năm 2001. MC chương trình: Orchird Lâm Quỳnh, Việt Dzũng, Thụy Trinh
1. Sáng Rừng (Phạm Đình Chương) - Hoàng Nam, Lê Tâm, Philip Huy, Dạ Nhật Yến, Thanh Trúc, Diệp Thanh Thanh
2. Ai Bảo Em Là Giai Nhân (thơ: Lưu Trọng Lư, nhạc: Anh Bằng) - Gia Huy
3. Trăng Mờ Bên Suối (Lê Mộng Nguyên) - Thanh Trúc
4. Hình Ảnh Người Em Không Đợi (Hoàng Thi Thơ) - Jacqueline Thụy Trâm
5. Núi Đôi (Anh Bằng, Vũ Cao) - Trường Vũ
6. Lý Cây Đa (Dân ca, Lời mới: Phạm Duy) - Ái Vân
7. Tình khúc Thứ Nhất (Vũ Thành An, Nguyễn Đình Toàn) - Lê Uyên
8. Mấy Nhịp Cầu Tre (Hoàng Thi Thơ) - Thanh Tuyền
9. Trầu Cau (Phan Huỳnh Điểu) - Thanh Lan
10. Nếu Biết Trước - Philip Huy
11. Bài Thơ Đan Áo (Anh Bằng, TTKH) - Diệp Thanh Thanh
12. Hiến Chương Tình Yêu (Anh Bằng, Du Tử Lê) - Lê Tâm
13. Hoa Trắng Thôi Cài Trên Áo Tím (Huỳnh Anh, Kiên Giang) - Hoàng Oanh
14. Có Những Chuyện Tình Không Là Trăm Năm (Việt Dzũng, Quang Dũng) - Dạ Nhật Yến
15. Tình khúc Mùa Xuân (Ngô Thụy Miên) - Đinh Ngọc
16. Trọn Đời Yêu Em (Lâm Quốc Cường) - Sỹ Đan, Vũ Tuấn Đức
17. A Part Of You (Cardin) - Cardin, Evan, Spencer, James
18. Trên Ngọn Tình Sầu (Từ Công Phụng, Du Tử Lê) - Tuấn Ngọc
19. Paper Lantern Night (Trúc Hồ, Trish) - Trish Thùy Trang
20. Bài Nhã Ca Thứ Nhất (Trần Tử Thiêng, Nhã Ca) - Phương Nghi
21. Nếu Không Có Em (Trúc Hồ, Đặng Hiển) - Lâm Nhật Tiến
22. Yêu Em Rã Rời (Lê Huy Phong, Lê Huy Phát) - Lê Huy Phong, Lê Huy Phát, Pauline Trúc, Đặng Ngọc Diễm
23. Hãy Tha Thứ Cho Em (Trúc Hồ, Trần Mộng Tú) - Lâm Thúy Vân
24. Con Đường Việt Nam (Anh Bằng, Trúc Hồ) - Hoàng Nam

### Asia 32
Asia 32 với chủ đề Hành trình tìm tự do, thu hình và phát hành năm 2001. Bản DVD được phát hành năm 2005 để kỉ niệm 30 năm 1975 - 2005. MC chương trình: Nam Lộc, Việt Dzũng, Thụy Trinh
1. Một Lần Đi (Nguyệt Ánh) - Nguyệt Ánh
2. Con Tàu Định Mệnh (Lam Phương) - Diệp Thanh Thanh, Mạnh Đình
3. Người Di Tản Buồn (Nam Lộc) - Thanh Trúc
4. Đêm Việt Nam (Hà Thúc Sinh) - Việt Dzũng, Ca đoàn Sao Biển
5. Đêm Chôn Dầu Vượt biển (Châu Đình An) - Lê Uyên
6. Người Ở Lại Đưa Đò (Trầm Tử Thiêng) - Thanh Tuyền
7. Sài Gòn Niềm Nhớ Không Tên (Nguyễn Đình Toàn) - Lệ Thu
8. Căn Gác Lưu Đày (Lê Minh Bằng) - Lâm Nhật Tiến
9. Tôi Muốn Làm Cánh Chim Trời (Linh Giang) - Nini
10. Một Chút Quà Cho Quê Hương (Việt Dzũng) - Gia Huy
11. Chiều Tây Đô (Lam Phương) - Hoàng Oanh
12. Ai Trở Về Xứ Việt (Phạm Văn Hưng, Minh Đức Hoài Trinh) - Lâm Thúy Vân
13. Lời Kinh Đêm (Việt Dzũng, Mán Thuận) - Ý Lan
14. Xác Em Nay Ở Phương Nào (Trần Chí Phúc, Ngọc Khôi) - Philip Huy
15. Nhân Chứng (Vũ Tiến Dũng, Trần Mộng Tú) - Thanh Lan
16. Ta Hát Tình Thương Về Biển Đông (Trầm Tử Thiêng) - Hoàng Oanh, Lê Uyên, Thanh Lan, Diệp Thanh Thanh, Thanh Trúc, Hoàng Nam, Mạnh Đình, Philip Huy
17. Siren (Jason) - Trish Thùy Trang
18. LK Bên Em Đang Có Ta (Trúc Hồ, Trầm Tử Thiêng), Có Tin Vui Giữa Giờ Tuyệt Vọng (Trầm Tử Thiêng) - Hoàng Nam, Trúc Anh
19. Bước Chân Việt Nam - Footprints Of Vietnam (Trúc Hồ, Trầm Tử Thiêng, Lời Anh: Lê Tinh Thông, Đổ Phủ, Dạ Nhật Yến, Asia 4) - Dạ Nhật Yến, Cardin, Evan, Spencer, James
20. Nhớ Mẹ (Lê Minh Đảo) - Lê Tâm, Gia Huy
21. Chỉ Là Người Hát Rap (Lê Huy Phong, Lê Huy Phát) - Lê Huy Phong, Lê Huy Phát, Hoàng Linh, Thống Tiana
22. Đường Về Quê Hương (Lam Phương) - Trường Vũ
23. Khi Tôi Chết Hãy Đem Tôi Ra Biển (Phạm Đình Chương, Du Tử Lê) - Đinh Ngọc
24. Hành Trình Tìm Tự Do (Anh Bằng, Trúc Hồ) - Hợp ca

## 2000

### Asia 31
Asia 31 với chủ đề Giải âm nhạc nghệ thuật ASIA, thu hình vào năm 2000 và được phát hành vào ngày 15/12/2000 dưới dạng VHS. Chương trình được thu hình vào ngày 13/9/2000. MC chương trình là Công Thành và Thụy Trinh
1. Khúc Nhạc Vui (Nguyễn Ngọc Thiện) - Shayla, Trish Thùy Trang, Jacqueline Thụy Trâm, Thanh Trúc
2. Ai Về Sông Tương (Văn Giảng) - Tuấn Ngọc
3. Nhớ Người Dưng (Từ Duy) - Diệp Thanh Thanh
4. Anh Còn Nợ Em (Anh Bằng, Phan Thành Tài) - Gia Huy
5. Loving You All Alone (Duy Hạnh, Lê Tâm) - Shayla
6. Bông Cỏ May (Trúc Phương) - Trường Vũ
7. Tình Muộn (Chí Tài) - Thanh Trúc
8. Đừng Hỏi Vì Sao (Sỹ Đan, Lê Đức Long) - Philip Huy
9. Together Again - Trish Thùy Trang
10. Cô Hàng Xóm (Lê Minh Bằng) - Mạnh Quỳnh
11. Có Anh Đang Chờ (Trúc Hồ) - Lâm Thúy Vân
12. Màu Xanh Tình Yêu (Sỹ Đan) - Sỹ Đan
13. Mãi Yêu Người Thôi (Trúc Hồ) - Lâm Nhật Tiến
14. Tôi Với Người Đã Quen (Hoàng Trọng Thụy) - Khánh Hà
15. I Don't Need Your Love (Cardin) - Cardin, Evan, Spencer, James
16. LK Buồn Trong Kỷ Niệm (Trúc Phương), Những Ngày Thơ Mộng (Hoàng Thi Thơ) - Thanh Thúy
17. You're Broke My Heart (Trúc Hồ, Lê Tâm) - Jacqueline Thụy Trâm
18. Một Ngày Vui Năm Đó (Nam Lộc) - Trúc Anh
19. I Found Your Love (Lê Tâm) - Lê Tâm
20. Thở Than (Nguyễn Tâm) - Chế Phương
21. Who Am I? (Lê Huy Phong, Lê Huy Phát) - Lê Huy Phong, Lê Huy Phát, Hoàng Linh, Thống Tiana
22. Mộng Dưới Hoa (Phạm Đình Chương) - Hoàng Nam
23. Hội trùng dương (Phạm Đình Chương) - Thanh Lan, Thanh Tuyền, Hoàng Oanh

### Asia 30
Asia 30 với chủ đề Dạ vũ quốc tế 2 - Nhịp bước trên sàn nhảy, thu hình và phát hành năm 2000. MC chương trình: Anh Dũng, Quỳnh Hương. Đây là chương trình có sự góp mặt lần đầu của nhóm ASIA 4 (Cardin, Spencer, Evan, James).
1. Tình Hận (LV: Phạm Duy) - Tuấn Ngọc
2. Ngày Nào Em Đi Lấy Chồng (Trúc Sinh, Lê Đức Long) - Diệp Thanh Thanh
3. Trái Tim Sỏi Đá (Đài Phương Trang) - Lê Tâm
4. Tình Lẻ Loi (Trúc Sinh, Anh Bằng) - Lâm Thúy Vân
5. Sang Ngang (Đỗ Lễ) - Vũ Khanh
6. Granada - Ý Lan
7. Fame - Shayla
8. Bài Tình Ca Mùa Đông (Trầm Tử Thiêng) - Lê Uyên
9. Lời Cha (Dzoãn Bình, Nguyên Hồ) - Gia Huy
10. Tình Đã Vụt Bay (Vũ Tuấn Đức) - Vũ Tuấn Đức
11. Never On Sunday - Trish Thùy Trang, Shayla, Thanh Trúc, Jacqueline Thụy Trâm
12. Will You Still (Cardin, Spencer) - Cardin, Evan, Spencer, Bill
13. Tình Yêu (Trúc Hồ) - Lâm Nhật Tiến
14. I'll Dream Of You (Trúc Sinh, Trish Thùy Trang) - Trish Thùy Trang
15. Riêng Một Góc Trời (Ngô Thụy Miên) - Khánh Hà
16. All That I Am (Jason Lam) - Philip Huy
17. Biệt Khúc Cho Tình Nhân (Trầm Tử Thiêng) - Thanh Lan
18. Nhớ Qua Thăm Em (LV: Anh Bằng) - Jacqueline Thụy Trâm
19. Ca Khúc Ngày Mai (Chế Phương) - Chế Phương
20. Anh Không Lại (Anh Bằng) - Thanh Trúc
21. Niệm Khúc (Sỹ Đan) - Sỹ Đan
22. 20 - 40 (Y Vân) - Tú Quyên

### Asia 29
Asia 29 chủ đề Chiến tranh và Hòa bình, thu hình và phát hành năm 2000. MC chương trình: Việt Dzũng. Điểm đặc biệt của chương trình là trường quay với bối cảnh chiến tranh được thể hiện chân thực cùng với sự xuất hiện của các loại vũ khí - khí tài như súng M16, M1 cho đến trực thăng UH-1, xe tăng M48, xe jeep, xe tải GMC, lựu pháo 105mm, tàu chiến và hầu hết các ca sĩ, diễn viên, vũ công là nam trong chương trình đều mặc quân phục của các quân binh chủng thuộc Quân lực Việt Nam Cộng hòa. Phần kết thúc của chương trình có một đoạn phim tưởng nhớ cố nhạc sĩ Trầm Tử Thiêng vừa qua đời.
1. Trăng Thanh Bình (Lam Phương) - Diệp Thanh Thanh, Gia Huy, Mạnh Đình, Thanh Lan, Hoàng Oanh, Thanh Tuyền, Thanh Trúc, Ca đoàn Sao Biển
2. Anh Đi Chiến Dịch (Phạm Đình Chương) - Hoàng Oanh
3. Giờ Này Anh Ở Đâu (Khánh Băng) - Lâm Thúy Vân
4. Chiều Hành Quân (Lam Phương) - Mạnh Đình
5. Tôi Nhớ Tên Anh (Hoàng Thi Thơ) - Trish Thùy Trang
6. Căn Nhà Ngoại Ô (Anh Bằng) - Trường Vũ
7. Bài Hương Ca Vô Tận (Trầm Tử Thiêng) - Chế Linh, Thanh Tuyền
8. Hoa Biển (Anh Thy) - Gia Huy
9. Người Yêu Của Lính (Trần Thiện Thanh) - Thanh Trúc
10. 100 Phần Trăm (Ngọc Sơn) - Lê Tâm
11. Một Người Đi (Mai Châu) - Diệp Thanh Thanh
12. Trăng Thề (Khánh Băng) - Shayla Kim
13. Chiều Trên Phá Tam Giang (Trần Thiện Thanh, Tô Thùy Yên) - Hoàng Nam, Trúc Anh
14. Anh Không Chết Đâu Anh (Trần Thiện Thanh) - Lâm Nhật Tiến
15. Tôi Chưa Có Mùa Xuân (Châu Kỳ) - Mạnh Quỳnh
16. Kỷ Vật Cho Em (Phạm Duy, Linh Phương) - Ý Lan
17. Lời Cho Người Yêu Nhỏ (Trần Thiện Thanh) - Vũ Khanh
18. Đêm Nguyện Cầu (Lê Minh Bằng) - Philip Huy
19. Một Mai Giã Từ Vũ Khí (Nhật Ngân) - Chế Phương
20. Hòa Bình Ơi, Việt Nam Ơi (Trầm Tử Thiêng) - Lê Uyên
21. Tưởng Như Còn Người Yêu (Phạm Duy, Lê Thị Ý) - Thanh Lan
22. Nước Mắt Mẹ Tôi (Anh Bằng, Thanh Trí Cao) - Anh Dũng, Ca đoàn Sao Biển

### Asia 28
Asia 28 với chủ đề Dạ hội đầu thế kỷ, thu hình và phát hành năm 2000. MC chương trình: Anh Dũng, Quỳnh Hương. Đây là cuốn duy nhất có sự xuất hiện của nữ ca sĩ Hương Lan trên sân khấu Asia.
01. Pray (Lời Việt: Khúc Lan) - Lâm Nhật Tiến

02. Hương Xưa (Cung Tiến) - Lệ Thu

03. Et Pourtant Anh Vẫn Biết (Lời Việt: Phạm Duy) - Elvis Phương

04. Eternal Love (Lê Tâm) - Trish Thùy Trang

05. Bài không tên số 4 (Vũ Thành An) - Tuấn Ngọc

06. Về (Nhạc: Anh Bằng, Thơ: Mưởng Mản) - Trường Vũ

07. Tico Tico - Jaqueline Thụy Trâm

08. Vùng Biển Vắng (Sỹ Đan) - Sỹ Đan

09. Mưa Đêm Ngoại Ô (Đỗ Kim Bảng) - Hương Lan

10. Đôi Chim Lạc Loài (Nhạc: Vũ Anh Tuân, Lời: Nhật Ngân) - Diệp Thanh Thanh

11. Xin Yêu Tôi Bằng Cả Tình Người (Tú Nhi) - Chế Linh

12. Dòng Sông Huyền Thoại (Sỹ Đan) - Lâm Thúy Vân

13. Lẻ Bóng (Anh Bằng) - Thanh Tuyền

14. Trái Tim Về Đâu (Trúc Hồ) - Lê Tâm

15. Tuổi Biết Buồn (Phạm Duy & Ngọc Chánh) - Tú Quyên

16. Fly Away (Sỹ Đan & Shayla) - Shayla

17. Rạn Nứt (Chế Phương) - Chế Phương

18. Người Yêu Ơi Tình Yêu Ơi (Vũ Tuấn Đức) - Thanh Trúc

19. Thà Như Giọt Mưa (Nhạc: Phạm Duy, Thơ: Nguyễn Tất Nhiên) - Lê Uyên

20. Em Là Niềm Cay Đắng (Vũ Tuấn Đức) - Vũ Tuấn Đức

21. Một Chuyến Xe Hoa (Minh Kỳ & Dạ Ly Vũ) - Phi Nhung

22. Yêu Em Thoáng Mây Bay (Nguyễn Tâm) - Gia Huy

23. Thân Cỏ Hoa (Vũ Thành An) - Khánh Hà

24. What A Wonderful World (Lời Việt: Anh Bằng) - Hợp Ca